# Транспортний газогенератор
Транспортний газогенератор (також, газогенератор транспортного типу) — газогенератор транспортного засобу для газифікації твердих вуглецевмісних матеріалів з метою виробництва водню і окису вуглецю в обмеженому середовищі кисню, що слугують як паливо у транспортному двигуні. В транспортних газогенераторах для газифікації використовується: деревне вугілля, дрова, деревно-вугільні брикети (з відходів деревного вугілля: пилу, дрібних уламків), рідше пелетовані рослинні відходи, буре (в тому числі брикетоване) чи кам'яне вугілля, торф і сланці, суха брикетована біомаса. (нафта не використовується). В поєднанні з транспортним газогенератором і додатковим обладнанням такі портативні блок-газогенератори (газогенераторні установки) можуть бути встановлені на вантажних і легкових автомобілях, автобусах, тракторах, мотоциклах, човнах, кораблях і поїздах. Транспортні газогенератори, як і стаціонарні газогенератори, також можуть використовуватись для виробництва електроенергії за допомогою стаціонарних чи портативних двигунів (в паровій машині, двигуні внутрішнього згорання тощо), які працюють в поєднанні з електрогенератором.

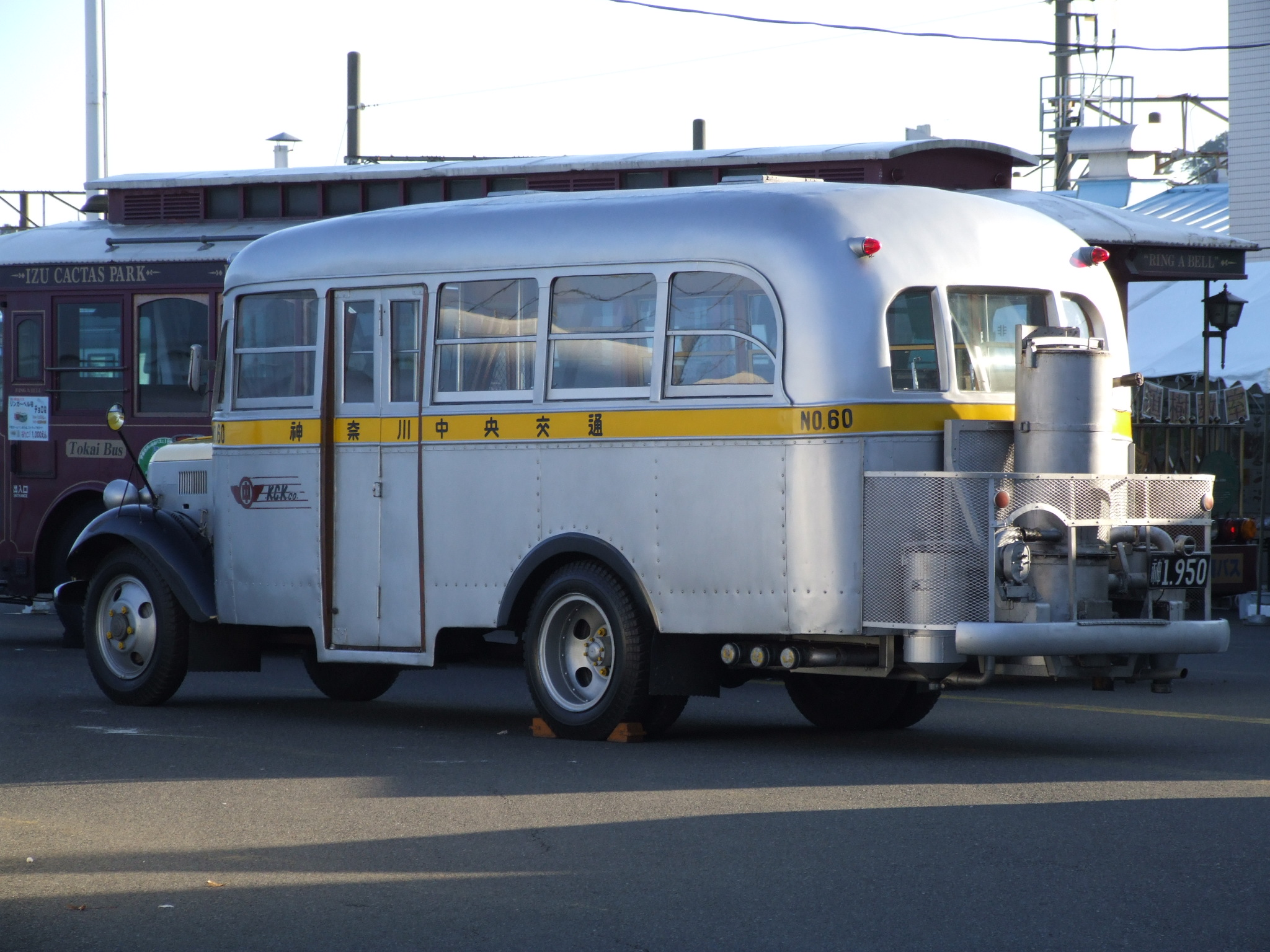
Автобус «Tsuyoshi Santa» на газі деревного вугілля, (Виробник: Kanagawa Chūō Kōtsū Co., Ltd. Модель 1950 р.в., використовувалась до 1979 року.)

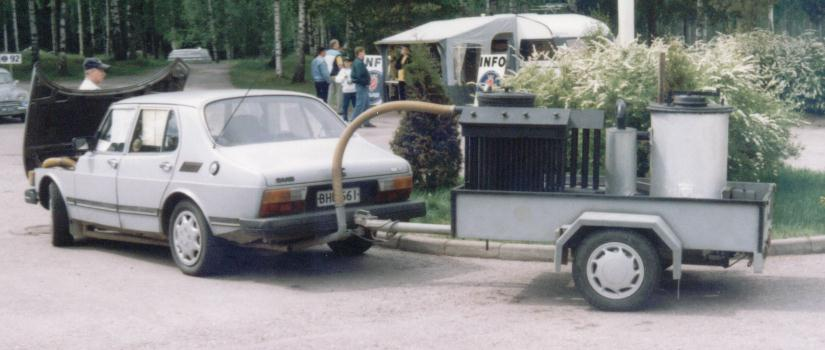
Автомобіль Saab 99 працює на деревному газі. Газогенератор розташовано на причепі

## Генераторні гази
Продуктами роботи транспортного газогенератора є суміш газів (деревний газ, світильний газ), смоли, зола.
Всі генераторні гази є сумішшю горючих газів СnНm, СО, Н2 і негорючих N2, О2, СО2, Н2О.
Двигун, який працює на газі, в основному не відрізняється від бензинового, і будь-який автомобільний або тракторний двигун може бути пристосовано для роботи на генераторному газі.
Вихлопні гази з двигунів внутрішнього згоряння на деревному газі значно нижчі,[прояснити] ніж на бензині. Нормальний каталітичний нейтралізатор добре працює з деревним газом, але навіть без нього, рівні викидів менше 20 ppm HC і CO 0,2 % може бути легко досягнуто в більшості автомобільних двигунів. Горіння деревного газу не генерує частки і через це утворюється дуже мало сажі в моторних оливах.
Генераторні гази — види альтернативного моторного палива.
Теплопродуктивність пропану — 22000 кал на 1 м3, бутану — 28000 кал. на 1 м3; газів, що не зріджуються навіть при високому тиску: метан — 8500 кал, світильний газ — 4200, коксовий газ — 3600, торф — 4500 ккал/кг, деревина — 2700-3000 ккал/кг.

## Використання

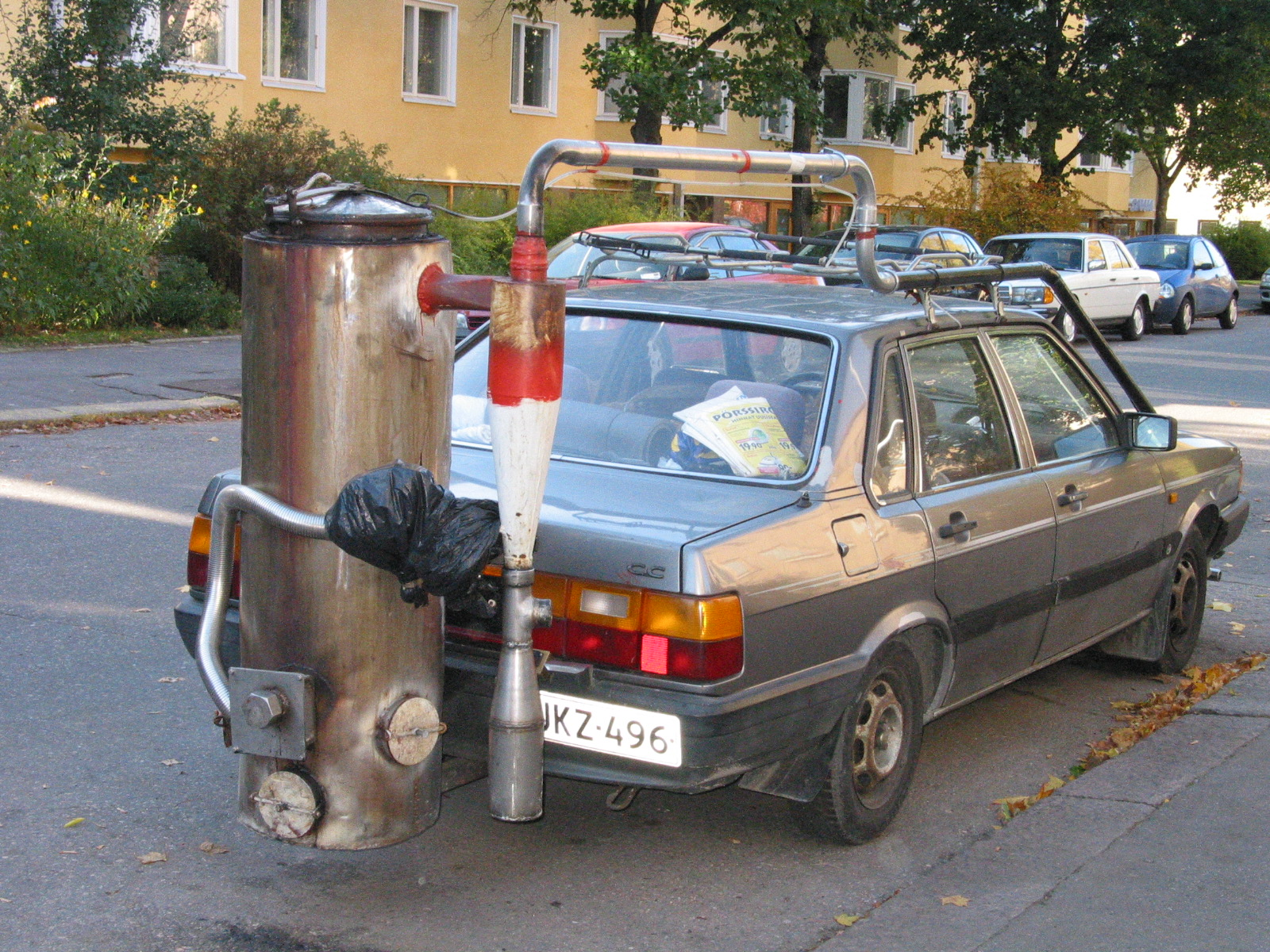
Сучасний автомобіль на деревному газі

Деревину, біомасу, брикетоване вугілля можливо використовувати для живлення автомобілів зі звичайними двигунами внутрішнього згоряння, якщо додається транспортний газогенератор (газогенератор деревного газу, чи газогенератор викопного вугілля). Деревний газ може бути використаний або в двигунах іскрового запалювання, де може на 100 % замінити звичайний бензин (для цього потрібні незначні зміни в сумішоутворенні), або дизельному двигуні, спрямуванням газу в повітрозабірник. Автомобілі на деревному газі оснащували газогенераторами, які встановлювали на транспортному засобі або на причепі.
В тропічних країнах на початку XIX ст. газогенераторними установками було обладнано понад 100 тепловозів.
Транспортні засоби на деревному чи світильному газі використовували під час Другої світової війни, в результаті нормування викопного палива, й вони були популярний в ряді європейських, африканських та азійських країн, оскільки війна перешкоджала простому й економічно ефективному доступу до нафти. В пізніші часи цей газ почали використовувати для виробництва електроенергії (газогенератор в поєднанні з двигуном внутрішнього згоряння). У порівнянні з технологіями Другої світової війни, тепер газогенератори стали менш залежними від постійної уваги за рахунок використання складних електронних систем керування, але, як і раніше важко отримати чистий газ. Очищення газу й подавання його до трубопроводів природного газу є одним з варіантів, щоби пов'язати його з наявною інфраструктурою заправок. Ширше використання можливе шляхом зрідження за процесом Фішера-Тропша тощо.

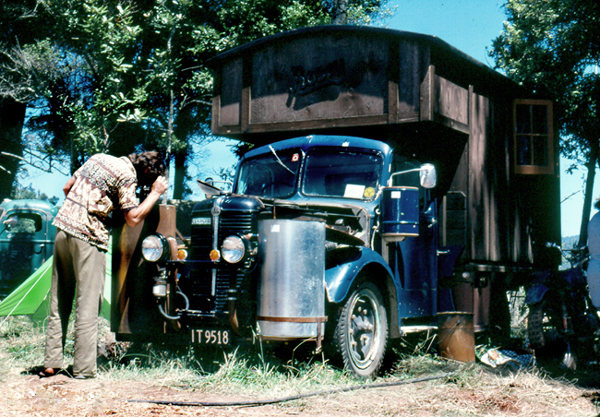
Виробництво вугільного газу на будинку-автомобілі на альтернативному фестивалі Намбаса у Новій Зеландії 1981 року

Ефективність газогенераторної системи є відносно високою. Етап газифікації перетворює близько 75 % вмісту енергії палива в горючий газ, який може бути використано як паливо для двигунів внутрішнього згоряння. На основі довгострокових практичних експериментів та понад 100000 км пробігу автомобіля на деревному газі, витрата енергії була у 1,54 рази вищою в порівнянні з потребою в енергії одного й того ж автомобіля на бензині (за винятком енергії, необхідної для добування, транспортування та переробки нафти, з якої отримують бензин). Встановлено, що 1000 кг пального з деревини, замінює 365 літрів бензину в реальному транспорті в подібних дорожніх умовах і при тому, в немодифікованих автомобілях. Це можна вважати хорошим результатом, тому що жодних інших переробок палива не потрібно. Це дослідження також включає всі можливі втрати як на підігрів системи, так і на перевезення додаткової ваги газогенераторної системи. В енергетиці 1,1 кг горючих речовин деревини утворює кВт-год електроенергії. ККД газогенераторної установки може досягати 85-95 %.
Газифікатори з використанням рисового лушпиння було побудовано для віддалених азійських громад. Одна установка в Бірмі виробляє 80 кВт електроенергії на модифікованому дизельному двигуні, і обслуговує близько 500 осіб. Золу можливо використовувати як добриво, тож це можна розглядати як поновлюване паливо.
Існує газогенераторний трактор фірми Volvo (газогенератор моделі F-500), який працює на пелетованих рослинних відходах, сучасний трактор з газогенераторною установкою типу «Імберт» (Франція, 2004 рік), відомо про пожежний автомобіль в Фінляндії, що працює на деревному газі.
Див. також: Для одержання електроенергії

## Історія транспорту з газогенераторними установками

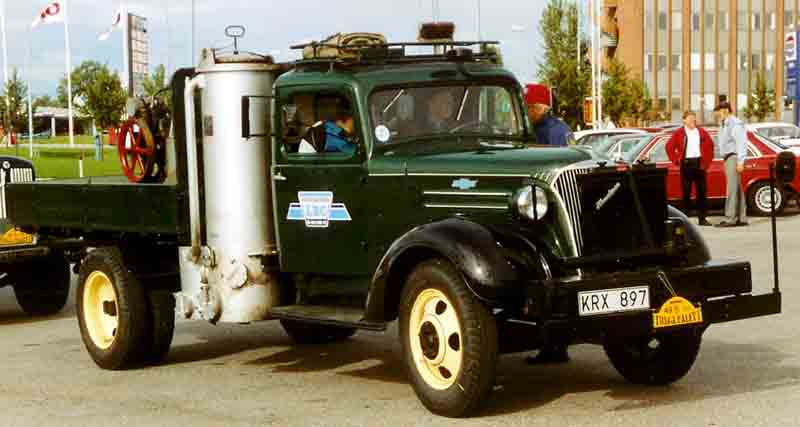
Chevrolet HS 157D, вантажівка, побудована 1937 року в Швеції

Перший промисловий газогенератор деревного газу, можливо, було побудовано Густавом Бішофом 1839 року в м. Лаухгаммері (Німеччина). За іншими даними, перший газогенератор було побудовано 1837 року. Перший автомобіль на деревному газі було побудовано Томасом Хью Паркером 1901 року. Природний газ стали використовувати лише 1930 року.

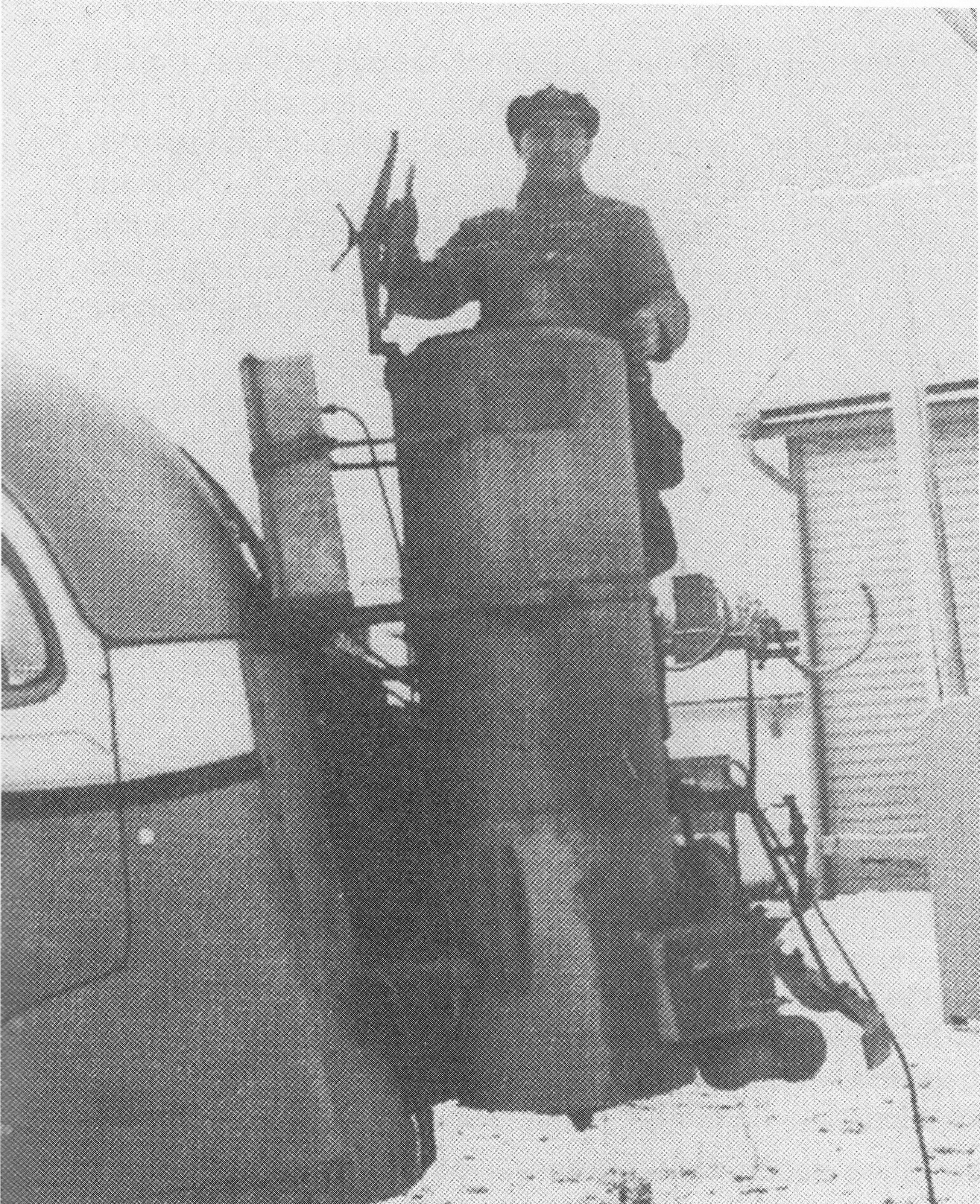
«Заправка» автобусного транспорту компанії «Vainion Liikenne» 1940 року, Турку

1867 року на Всесвітній виставці в Парижі було відзначено золотою медаллю чотиритактний двигун з газогенератором фірми «Отто Дейц».
1905 року інженер Торнікрофт в Англії побудував перший моторний човен, обладнаний газогенераторною установкою.
1908 року у Франції було побудовано перший газогенераторний трактор.
У Франції 1916 року газогенераторний автобус між Парижем та Руаном (100 км) курсував на регулярній основі.
1919 року було опубліковано французький патент № 490711, в якому описано ряд конструктивних деталей, які успішно застосовують і в сучасних транспортних газогенераторах. Цей винахід зумовив створення 1919 року французьким інженером Імбертом газогенератора зверненого процесу газифікації, який викликав справжній переворот в автомобільному газогенераторобудуванні, й до XX століття цей винахід залишається найбільш значущим досягненням в цій технології.
1921 року пан Імберт приїхав на автомобілі, обладнаному газогенератором власної конструкції, в Париж, подолавши відстань 500 км.

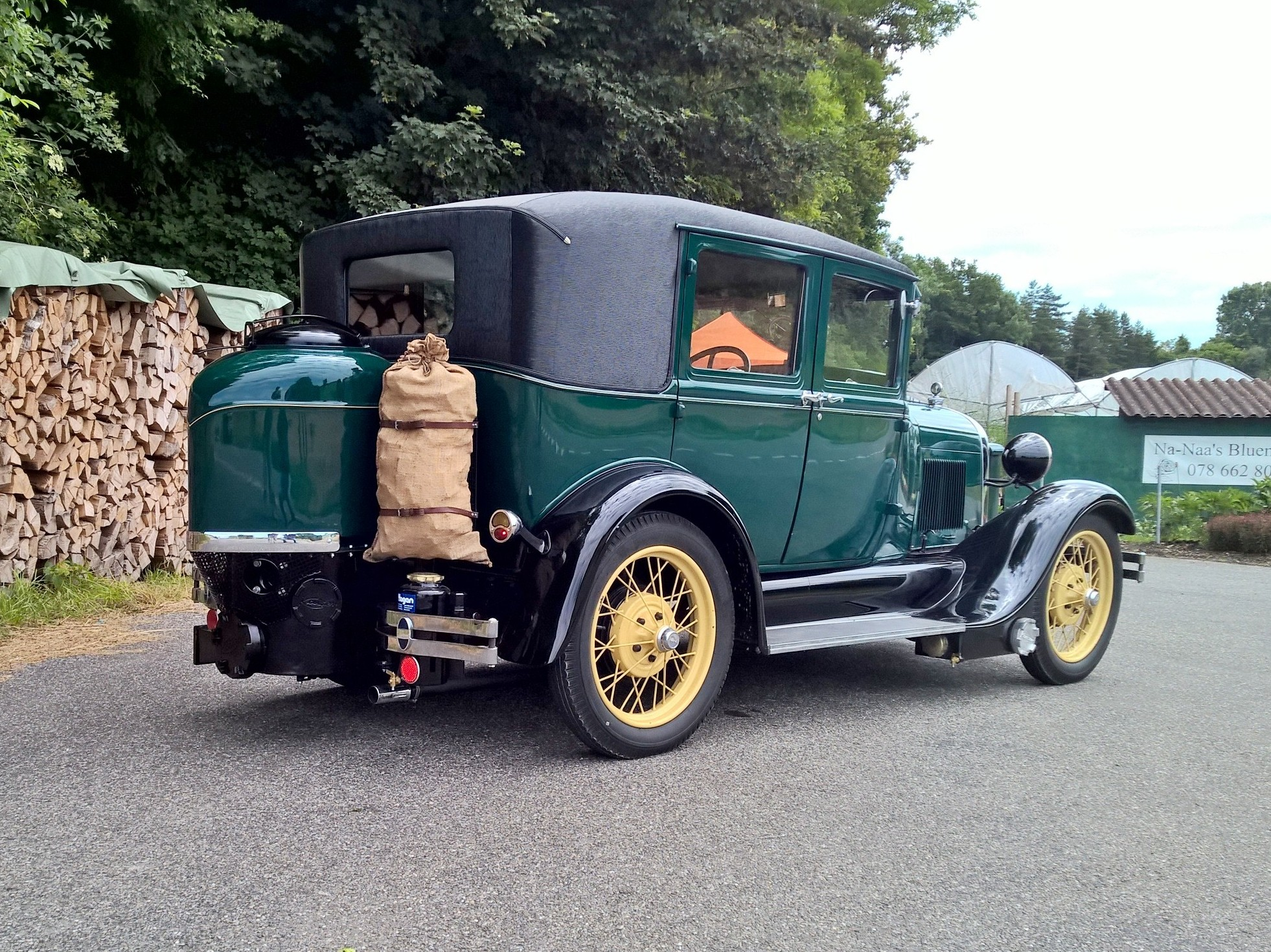
Ford Model A 1928 року з приводом на деревному газі

### 1920-ті роки

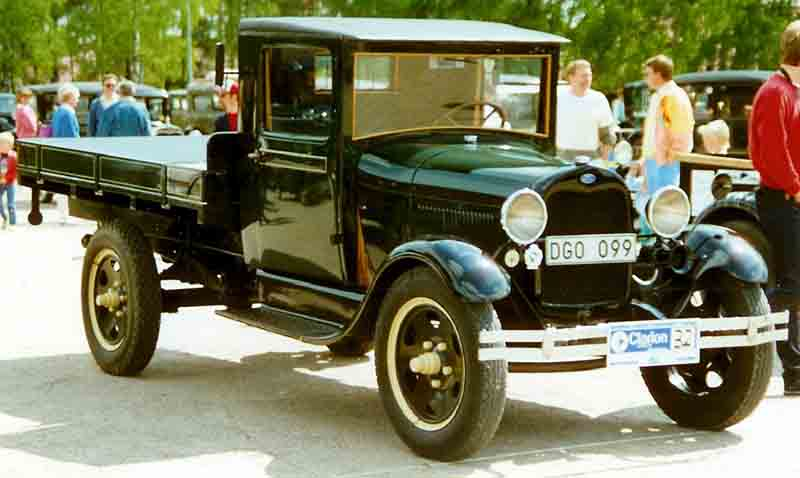
Ford AA (1927—1932)

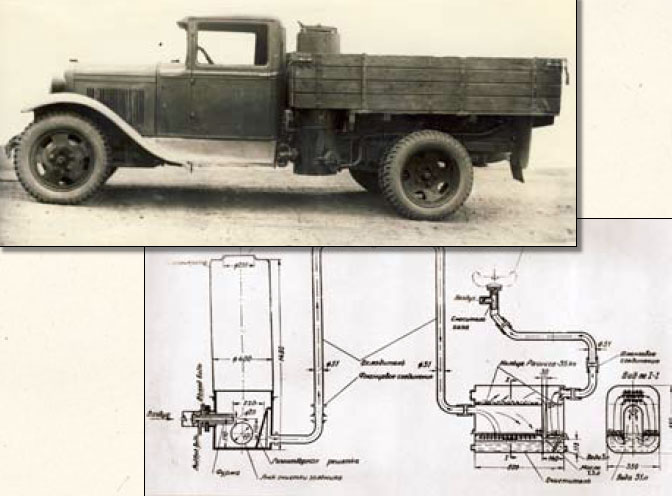
ГАЗ-АА з газогенератором, розроблений у 1943 році в Радянському Союзі

Газогенераторна справа отримала свій початок в Австрії в 1920-21 роках і широко розвинулась у Франції, звідки перекинулася в низку інших країн.
1923 року у Франції винахідником Фажолем було створено перший автономний залізничний самохідний вагон з двигуном внутрішнього згоряння, а через рік американський конструктор Сміт побудував перший автомотрісний газогенератор автоматичної дії.
1924 року у Франції військові вантажні автомобілі з газогенератором фірми Берліє вже брали участь в маневрах.
3 серпня 1926 року Французький уряд видав закон, за яким на 50 % знижувався податок на автомобілі, які працювали на твердому паливі.
Станом на 1928 рік, внаслідок конкурсних пробігів 1922 та 1923 років у Франції та низці інших країн автомобілів з газогенератором, було встановлено, що 1,3 кг деревного вугілля заміщує 1 л бензину. Після низки досліджень протягом 10 років, у Франції 1927 року було проведено великий конкурсний пробіг 3,5-5 тонних автомобілів з газогенераторними установками, в якому взяло участь 17 фірм. Конкурс дав вельми добрі результати. Франція більше уваги приділяла газогенераторним установкам з 1920 року, проводила широкі дослідження по застосуванню їх на тракторах, оскільки повністю залежала від привозної нафти, а Німеччина віддавала більшу перевагу легким дизелям.
1928 року французьким винахідником Гоеном було зроблено великий крок в галузі розвитку технології автотракторних газогенераторів горизонтального процесу. Конструкція газогенератора Гоена дозволяла створити умови, за яких вуглець, що міститься в паливі, окислювався безпосередньо в окис вуглецю, минаючи вуглекислотну фазу.
За його схемами досі проектують газогенератори для вантажних автомобілів і сільгосптехніки у всьому світі.
В Радянському Союзі станом на 1928 рік лише професору Наумову вдалось досягнути в цьому питанні деяких практичних результатів: ним 1923 року було розроблено газогенераторну установку для трьохтонної вантажівки, що працювала на деревному вугіллі чи антрациті, й лише 1927 року її було виготовлено й піддано випробуванням в стаціонарних умовах з 35-сильним чотирициліндровим двигуном. Перші пробіги вантажівки з цим газогенератором мали відбутися 1928 року. В СРСР роботи над застосуванням газогенераторних установок велися з 1923 року головним чином піонером і ентузіастом проф. Наумовим (Ленінград). Перший газогенератор для дров в Радянському Союзі було сконструйовано й випробувано 1924 року винахідником С. І. Декаленковим для транспортного двигуна «Емерсон».
На моторних плугах 1928 року випуску, при оранні на глибину від 25 до 35 см, витрата деревного вугілля становила 35 кг на 1 га, тоді як на цьому ж двигуні витрата рідкого палива становила би 22 кг.

### 1930-ті роки
Станом на 1930 рік у Франції вже застосовували 16 типів газомоторів, було досягнуто великого успіху в роботі газогенераторів на деревному вугіллі та, особливо, карбоніті. 1931 року у Франції нараховувалося 879 машин з газогенераторними установками. В Радянському Союзі застосування газогенераторів для автомобілів і тракторів станом на 1930 рік все ще не виходить з області попередніх лабораторних вишукувань.
Станом на 1930 рік в низці країн було проведено ряд успішних і менш успішних дослідів на двигунах, які працювали на генераторному газі з деревного вугілля, а дослідні побудови таких авто почались одночасно в США, Угорщині та Австрії.
1931 року в Радянському Союзі відбулися перші пробіги автомобіля з радянським газогенератором для вугілля чи антрациту конструкції професора Наумова: спершу — на відстань 2 км, згодом — на 30, 550, і, загалом, пройдено понад 1000 кілометрів.
До 1930-31 років у радянській газогенераторній справі панував хаос, а газогенераторами займалися кустарно окремі винахідники та конструктори. Протягом 1931-32 років було виявлено 4 найбільш роботоздатні газогенератори: 1) дров'яний газогенератор «Піонер Д-7» для трактора «Комунар»50 к.с. (витрата дров 40 кг (2 мішки) на годину); 2) газогенератор вугільний — Наумова для ГАЗ (Форд-АА), який спочатку заводився на бензині, а через 10-15 хв. процедури переводу на деревний газ вже міг працювати на ньому; 3) дров'яний газогенератор В-3 конструкції Введенського; 4) ОКБ-8 колективний дров'яний газогенератор конструкції інженера Полубоярінова, Фокіна і ін. для трактора Катепіллер-60. Праці професора В. П. Карпова лише з 1930 року отримують практичний характер: з 1930 року він послідовно монтує свої установки на тракторах «Комунар», «Більшовик», «Інтернаціонал», вантажних ГАЗ і ЯЗ-3, з яких особливий ефект отримує установка на ЯЗ-3 (операція запуску займала від 10 до 20 хв). В 1932 році відбувається випробування вантажного автомобіля (2,8 т) на дистанцію 50 км з газогенератором проф. Карпова. Результати забігу: 200 гр деревного вугілля на тонно-кілометр при середній швидкості руху 35 км/год і максимальній — 50 км/год; падіння потужності двигуна становило 40-50 % в порівнянні з двигуном на рідкому паливі. Згодом, професор Карпов вжив ряд доопрацювань, в тому числі по створенню нової головки циліндра, яка дозволяла підвищити ступінь стиску до 8,2. Ці роботи випробовувались на вантажному авто Я-5, і в 1934 році при контрольному пробігу на 116 км витрата вугілля при вазі авто 3100 кг склав 82,7 кг на 100 км, тобто 230 г на тонно-кілометр (витрата бензину в цій ситуації становила би би 51,5 кг, або 134 г на тонно-кілометр).

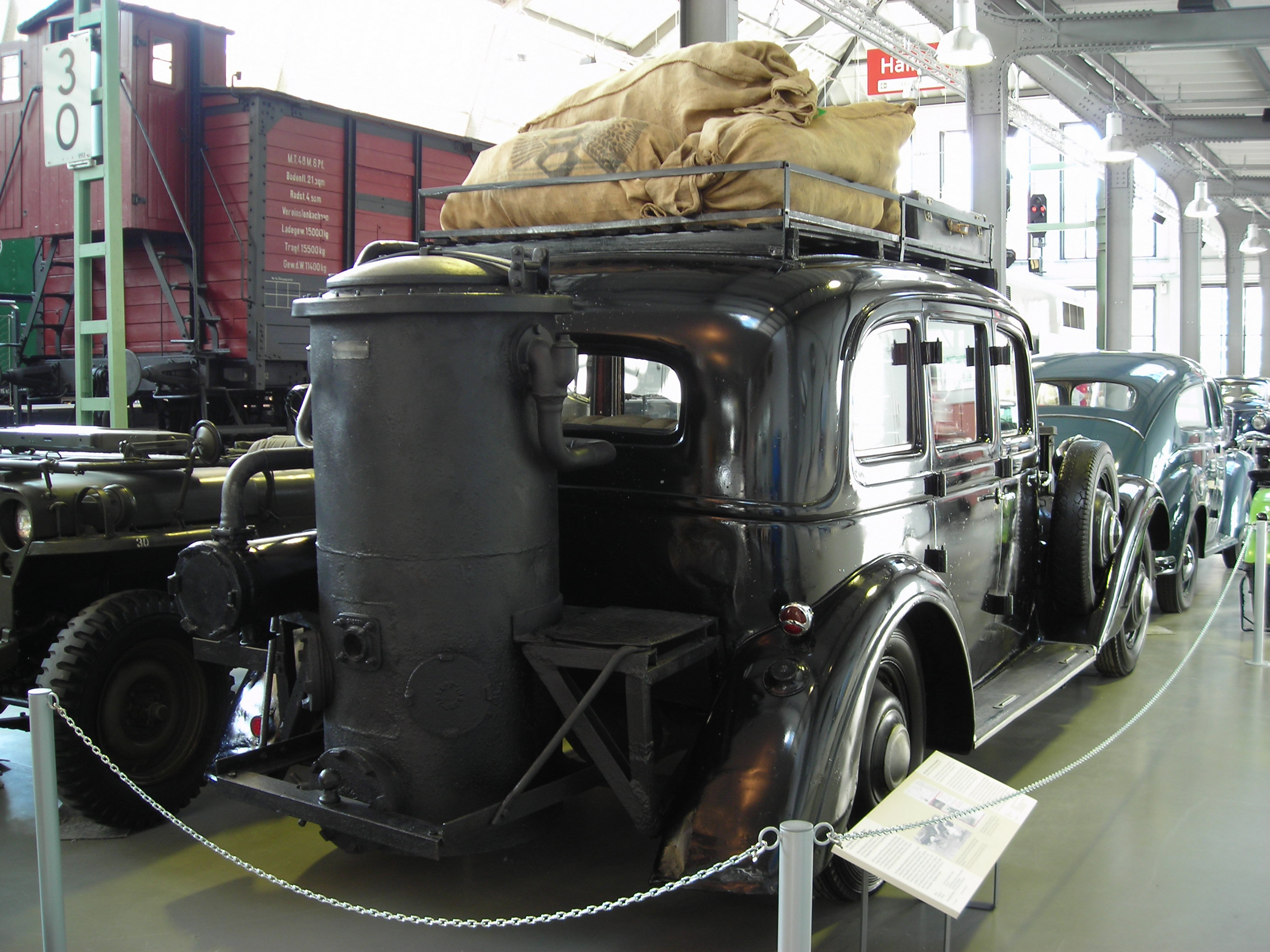
Автомобіль Adler Diplomat автомобільної компанії Adler, 1941

В Англії фірма «Баркер» вже давно будує газогенератори і пристосовує їх до різних автомобілів, а в 1933 році передає всі свої роботи і права на виготовлення транспортних газогенераторів фірмі «Кола», яка значно вдосконалила існуючі конструкції і в цей час виготовляє стандартні газогенераторні установки та спеціальні головки циліндрів двигуна. Наприкінці 1932 року фірмою «Кола» був проведений пробіг двох вантажівок Форд, забезпечених газогенераторною установкою, із Лондона в Афганістан. Автомобілі успішно пройшли близько 5000 км (маршрут пробігу: Лондон—Марсель; Марсель—Бейрут (Сирія) морем; із Бейрут—Дамаска через Сирійську пустелю в Багдад. Далі через Персію в Тегеран і через Афганістан в Кабул). Згідно з інформацією газети «Таймс» весь шлях від Дамаска до Багдада, близько 2100 км, автомобілі пройшли на деревному вугіллі місцевого виробництва, досягнувши економії, порівняно з гасом — 60 %, і, на цій ділянці, кожна вантажівка витратила 535 кг робочого палива, що становить 0,255 кг на 1 км шляху (1 кг деревного вугілля може замінити 0,83 л рідкого палива).
В 1932 році у Франції було розроблено транспортний газогенератор для мотоцикла, який працював на деревному вугіллі по горизонтальному принципу газифікації (потужність двигуна падала не більш, ніж на 40 %).
Працюючих газогенераторів станом на кінець 1933 року в Радянському Союзі було одиниці, які являли собою зразки, що все ще не вийшли з стадії дослідів; а працюючих в промислових умовах не було взагалі. На вантажівках АМО-3 (1,5 т) центральним інститутом механізації і лісової промисловості був сконструйований газогенератор по проекту професора Н. С. Ветчинкіна, особливістю якого була робота на довгих (50 см) колотих колодах.
30 липня-2 серпня 1933 року відбувався пробіг автомобіля Форд-АА з газогенераторною установкою проф. Наумова (вага 200 кг) за маршрутом Ленінград—Москва. Шлях в 733 кілометри автомобіль пройшов за 23 години 49 хвилин, для чого було використано 324 кг деревного вугілля (0,46 кг на 1 км). 5 серпня маршрут продовжився на Тифліс і дав хороші результати. Всього професором Наумовим було сконструйовано 4 версії газогенератора в одиничних екземплярах, які працювали на деревному вугіллі по прямому процесу газифікації: V-1 — в 1923 році, V-2 — монтувалась на автомобілі Фіат і випробовувалась в забігу 1928 року, в 1928-31 рр., дві: V-3 і V-4 (для трактора «Комунар» і річного човна), і планувалось будівництво V-5 і V-6 (т. зв. «Автодор»). Інженер А.Введенський розмірковував у статті для журналу «За рулем»:

«Маючи газогенератори „Автодор-1“ і „Автодор-2“ системи проф. Наумова, Декаленкова, ряд конструкцій НАТІ, ЦНІМЕ і тд., ряд установок, які були привезені в Союз з-за кордону можливо було б організувати пробіг 1934 року.»

В Італії генерал Авгостіні і професор Ферагуті встановили на гоночному автомобілі Альфа-Ромео деревновугільний газогенератор фірми «Дукс», і на гонках 1933 року це авто пройшло протягом 24 годин дистанцію 1650 км з середньою швидкістю 64 км/год. Професор Ферагутті також встановлював деревновугільний газогенератор на малолітражному (1 л) автомобілі Фіат-Балліла, який теж з успіхом брав участь в пробігу за маршрутом Рим—Майланд—Будапешт і назад; автомобіль йшов виключно на деревному вугіллі з середньою швидкістю 77 км/год.

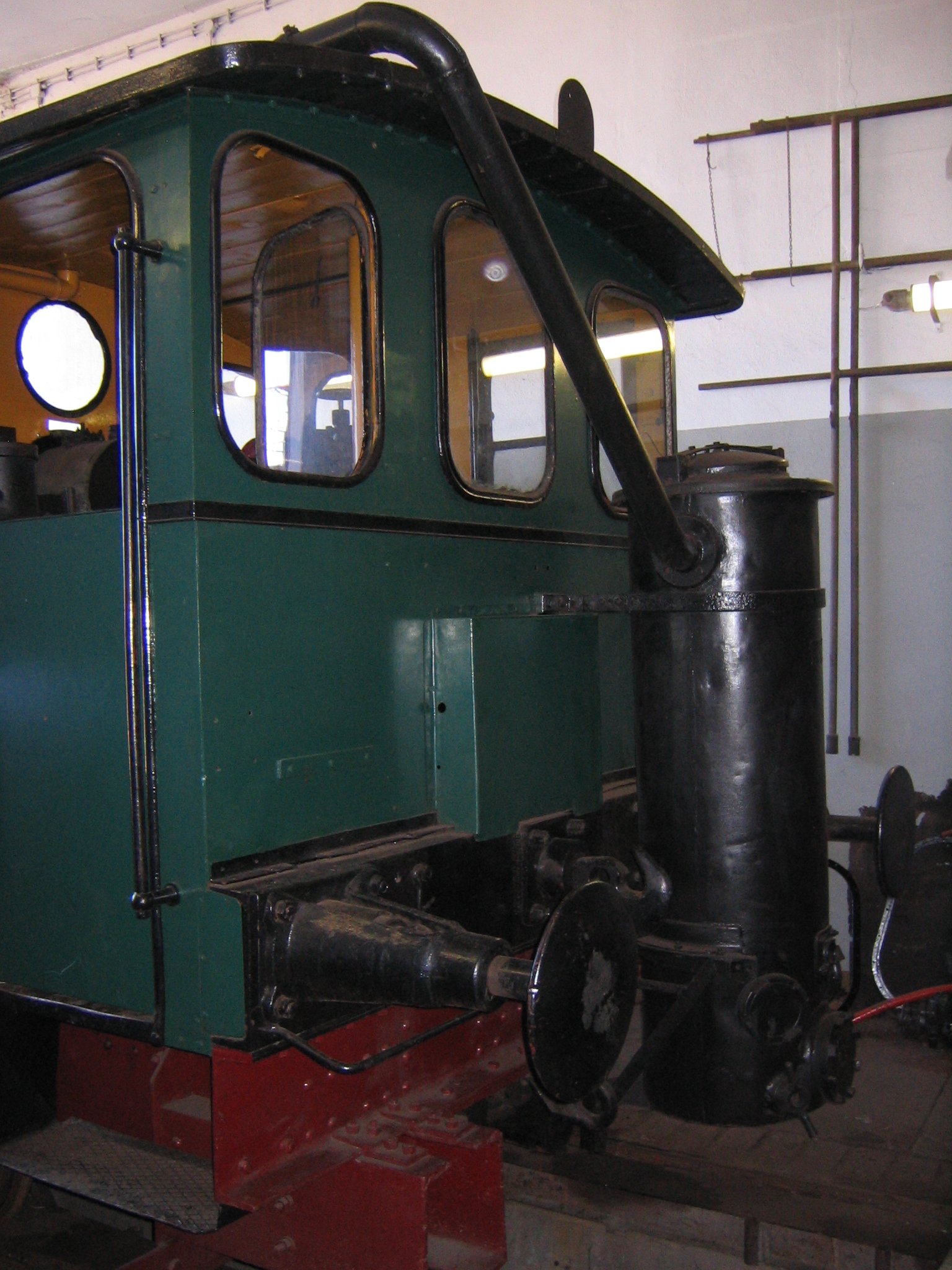
Генератор деревного газу на залізничному транспортному засобі в баварському Залізничному музеї в Nördlingen.

В газеті «Дейлі Геральд» від 12/ІІІ 1934 р. було розміщено замітку, яка описувала пробіг 400 автомобілів на відстань близько 1600 км. Особливу увагу привернув автомобіль фірми «Снайп», який був обладнаний невеличким газогенератором фірми «Кола», працюючий на деревному вугіллі. Газогенератор мав вигляд невеликого чемодану. Установка газогенератора не потребувала ніяких модифікацій двигуна; економія в вартості палива становила 60 %; час пуску коливався від 5 до 10 хвилин, а автомобіль міг працювати і на рідкому паливі.
Станом на 1934 рік нараховувалось багато фірм в Франції (в тому числі фірма Рено), Англії, Італії, Німеччині, Швеції, Бельгії, Японії і тд., які успішно випускали серії транспортних газогенераторів, що дозволяли перевести сучасний в той час автомобіль, трактор, моточовен, мотодрезину і тд. на місцеве паливо: деревні відходи і деревне вугілля.
У французькій армії (1934 р.) існували моторизовані частини, повністю газифіковані. У Франції, покупцю вантажівки з газогенераторною установкою військовим відомством видавалась спеціальна субсидія в сумі від 4 до 5 000 франків, і окрім цього ще по 2500-3500 франків в рік на утримання такої машини.
В 1934 році автомобілі з газогенераторною установкою отримали поширення в Чехословаччині.
Серйозну увагу почала приділяти автомобільному газогенератору Японія. За постановою військового міністерства, а також міністерства фінансів і торгівлі, виділялось 300 єн на кожен автомобіль, на якому карбюраторний двигун буде переналаштований в газогенераторний, який працює на деревному вугіллі.
Італійський уряд приймає закон, який дає значні пільги власникам газотранспортних автівок; примусові міри зобов'язують організації, які мають не менше 10 автомобілів, один експлуатувати на твердому паливі. Окрім того, італійське військове відомство продавало такі автомобілі населенню за пільговими цінами. В СРСР на той час були лише два типи деревновугільних газогенераторів: В. С. Наумова і В. П. Карпова; моделі НАТІ і ЦНІІМЕ ще не отримали широкого розповсюдження. В Німеччині на 1934 рік нараховувалось близько 1000 вантажівок, які працюють на деревному паливі, а у Франції таких авто незрівнянно більше. В Німеччині застосування газогенераторів в автотранспорті стимулюється спеціальними субсидіями: при купівлі нових газогенераторних машин уряд видає субсидію в розмірі 600 марок і 300 марок при обладнанні старих автомобілів. Вартість газогенераторної установки в Німеччині станом на 1936 рік становила від 1200 до 2000 марок.
Дуже відомим є дров'яний газогенератор конструкції фірми «Імберт», яка ставить ці установки на різному автотранспорті — від потужних вантажівок до мотоциклів поширених у Франції і Німеччині, а велика автомобільна фірма «Геншель» (Німеччина) стала монтувати газогенератори на ряді виготовлюваних нею машин Автобус конструкції інженера Дейтерс у вигляді цільнозварної конструкції без шасі, виготовленої фірмою «Вісмар», із спеціально пристосованим фірмою «Геншель» двигуном, проїжджав 70-80 км на одному завантаженні палива, при розході 1,2-1,5 кг дров на 1 км пробігу, і мав хороші динамічні якості автомобіля. Цей чотиривісний автобус мав двигун Майбах, потужністю 100 к.с. з горизонтально розташованими клапанами і ступенем стиску 5,7 (горизонтальне розташування клапанів не давало змоги збільшити ступінь стиску); був обладнаний чотириступеневою коробкою передач; розвивав максимальну швидкість 65 км/год; кузов вміщував 75 пасажирів; завантаження дров відбувалось кожні 60-80 км. Завантаження, розпал, щоденне очищення, в середньому, займали біля пів години і виконувались однією людиною. Один раз на тиждень газогенератор очищується, що займало близько 2 годин. Розпал займав близько 5 хвилин. Автобус експлуатувався більше двох років. Добова витрата деревини за пробігу 210 км становила 375 кг (економія в ціні палива становила 76 %).
Газогенератори по патенту Імберт вперше почали будуватись у Франції приблизно у 1925 році фірмою Берліє.
В Франції відомі випадки, коли деревне вугілля виготовлялось двома водіями у вихідні дні, і робочого палива вистачало на тиждень роботи двох автомобілів цих водіїв.
Широке використання деревного вугілля, на відміну від кам'яного чи бурого вугілля, торфу чи антрациту, які при спробах не давали належного результату, пояснюється тим, що газ менше забруднений сіркою, відсутня спікаємість і велика кількість легкоплавної золи як у кам'яного вугілля. Проте, газогенератор, який працював на кам'яному вугіллі або буровугільному брикеті був розроблений в Мюльгеймському інституті по дослідженні вугілля (Німеччина). В цьому генераторі вдалось отримати практично безсмольний газ (ступінь очищення — 90 %; чистка займала 2-3 хв) такого складу: СО — від 22 до 24 %, водень — від 13 до 16 %, метану близько 1 %, вуглекислого газу — від 8 до 10 %, азоту — від 44 до 66 %, при цьому продуктивності від 100 до 120 м3 газу в годину. Ця установка, вагою 300 кг, була випробувана на 1,5 тонній вантажівці з двигуном із ступенем стиску 4,3 (тобто, він не був пристосований до роботи на газі), що вважалось надмірно важким для такого автомобіля, — показала хорошу працездатність в умовах міської їзди. Двигун втрачав 50 % потужності, і при пробігу близько 2000 км давав економію у 80 % порівняно з вартістю рідкого палива: на 100 км шляху витрачалось 40 кг буровугільних брикетів, в той час як робота на бензині вимагала б 20 л.) Підвищення ступеня стискування до 7-9 давало б змогу довести потужність двигуна до 80-85 % потужності на бензині (це підтверджували спеціально проведені досліди).
На кам'яному вугіллі, антрациті, бурому вугіллі і ін. працювали автомобільні установки фірми «Торнікрофт» (Англія), «Юліус Пінч» (Німеччина) і «Гохін-Подленс» (Франція), з яких фірма Гохін досягла найбільш відчутних результатів — установки давали можливість встановлювати газогенератори навіть на легкових автомобілях, замінюючи бензин антрацитом.
Базуючись на ранніх роботах Імберта по створенню газогенератора горизонтального процесу газифікації, південноафриканським інженером Макдональдом було запатентовано газогенератор, який працює на антрациті з присадкою водяної пари до повітря: повітря надходило у сопло, що має канал для підведення води, і вода захоплювалась повітрям з яким, завдяки випаровуванню, утворювала пароповітряну суміш; відбір газу здійснювався через патрубок, розташований напроти сопла. Газогенератор добре працював на антрациті з наступними характеристиками: розміри робочого палива 5-10 мм, зольність не вище 8-10 % при малому вмісті сірки.

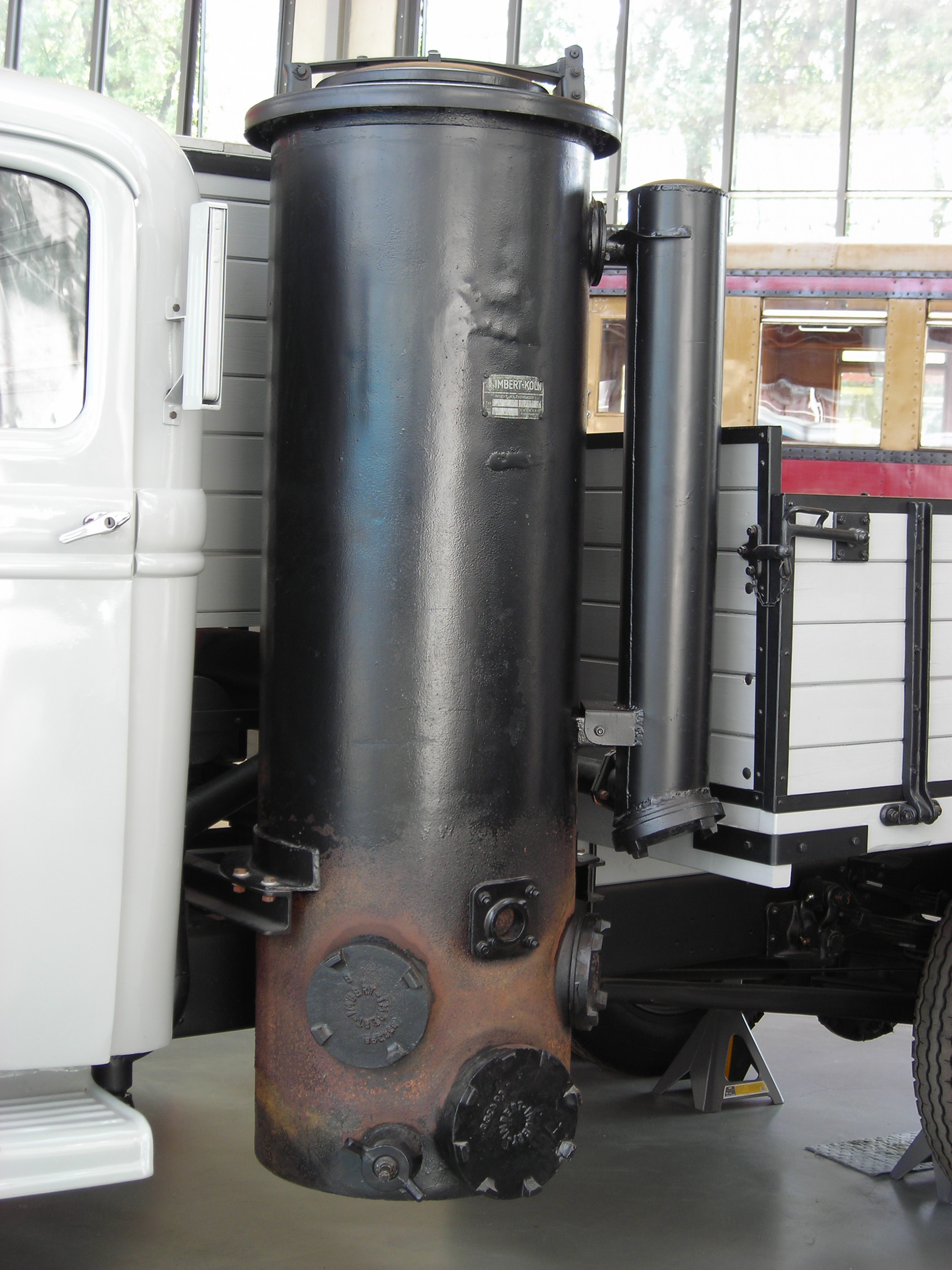
Газогенератор на вантажівці Ford V8-51 (1938)

Автомобіль Форд-АА з газогенераторною установкою професора Наумова, після закінчення пробігу Ленінград—Тифліс, на цілий рік (1933—1934) був запущений для випробовувань і загалом пройшов на деревному вугіллі 9216 км. Середня швидкість автомобіля без вантажу по хорошій дорозі становила 55-57 км, а з вантажем — 45-50 км/год; витрата палива не змінилась: 0,4-0,5 кг на 1 км пробігу.
В 1934 році в СРСР була збудована газогенераторна установка Автодор-1 для трактора Сталінець-60, яка працювала на кусках деревини розміром 70х70х120 мм і вологістю не більше 20 %. Запуск двигуна відбувався на бензині, а через 10 хвилин двигун переводився на генераторний газ. 130—150 кг дров вистачало для 3 годин безперервної роботи трактора.

#### 1935 рік
11-13 червня 1935 р. відбувався пробіг газогенераторної машини за маршрутом Москва—Ростов на-Дону—Москва, і автомобіль пройшов 1267 км. Пробіг тривав 37 годин і було витрачено 600 кг деревних березових кусків, що становило 47,4 кг на 100 км автомобіля з вагою 1315 кг зверх «мертвої» ваги. В листопаді 1935 року відбувався пробіг 7 газогенераторних машин (ГАЗ-АА 1,5т, ЗІС-5 3т, ЯЗ 5т.) за маршрутом Москва—Ленінград—Москва (1500 км). Витрата робочого палива становила: для ГАЗ-АА — 0,5-0,6 кг деревних обрізків або 0,35-0,4 кг деревного вугілля на 1 км, ЗІС-5 — 0,9-1 кг на 1 км; ЯЗ — 0,7-0,8. В цьому ж році відбувся пробіг ГАЗ-АА (№ 63 558) з газогенератором Наумова за маршрутом Ленінград—Сестроріцьк—Ленінград (71 км); було встановлено, що витрата на 100 км пробігу становить від 40 до 55 кг вугілля хвойних порід, і від 0,5 до 1 кг бензину.
В 1935 році на організованому французькими і італійськими автомобільними клубами конкурсі автомобілів на «національному паливі» чільне місце зайняв автомобіль Альфа-Ромео з газогенератором системи Дукс. Автомобіль був оснащений 8-циліндровим двигуном об'ємом 2,33 л, потужністю 13 к.с. — по французькому податковому начисленні, і був оснащений спеціально сконструйованим для італійської лісової міліції газогенератором, який був захований в задній частині автомобіля через що автомобіль повністю зберігав свою первинну форму. Повітряну тягу для розпалювання газогенератора створював електричний вентилятор, для чого потрібно було здійснити перший пуск двигуна на бензині. Пуск в хід двигуна відбувався безпосередньо на газі, а у випадку потреби, автомобіль міг працювати на спирто-бензиновій суміші. Особливий інтерес представляли також автомобілі Сітроен, Панар-Лавассор (середня швидкість 88,2 км/год).

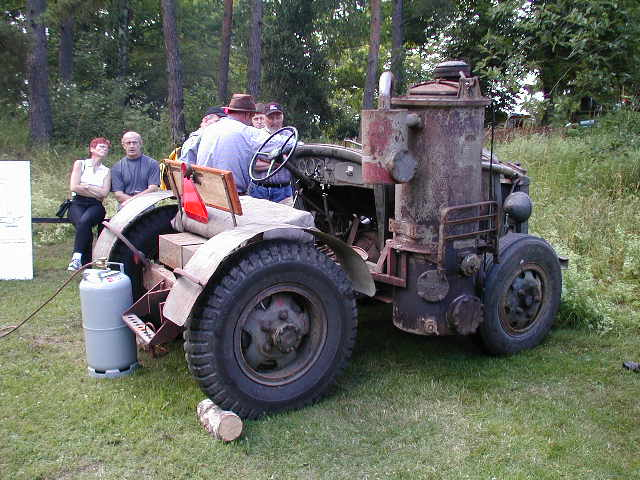
Трактор Форда оснащений транспортним газифікатором дерева.

В 1935 році в Радянському Союзі був сконструйований оновлений газогенератор для ГАЗ-АА з розходом 0,57 кг дров або 0,425 кг деревного вугілля на 1 км, і будувалось ще 12 таких установок.
Станом на 1935 рік в Німеччині нараховувалось близько 1500 автівок з газогенераторами на деревному вугіллі (в другій пол.1936 р. — близько 2000 газогенераторних автомобілів, що працювали на дровах); в Італії Муссоліні став на шлях примусового введення газогенераторних автомобілів: постановою було повідомлено, що усі автомобілі повинні використовувати деревне вугілля або сурогати рідкого палива, а терміном остаточного переводу італійського автотранспорту на нові види палива встановлювався кінець 1937 року. По вулицях Риму і Мілану курсують десятки газогенераторних автобусів «Альфа-Ромео». Одним із випущених італійських автомобілів був «Фіат-509», який за 1,5 роки здійснив пробіг 22 000 км.
В 1935 році в Радянському Союзі відбувся випуск перших двох газогенераторних легкових автомобілів з установленими газогенераторами «І. А. Халепський» (Автодор-ІІІ), які працювали на деревному вугіллі. Конструкторами були інженери Мезін і Пельцер. Газогенератори були сховані в чемоданах-багажниках позаду кузова, і зовні машини нічим не відрізнялись від автомобілів ГАЗ. Однієї загрузки деревного палива (60 кг) вистачало на 150 км їзди, а розход робочого палива становив 300—350 г. на 1 км. Автомобілі розвивали швидкість 60-70 км/год. 28 вересня ці автомобілі здійснили пробіг Москва—Київ—Москва (1800 км в дві сторони).

#### 1936—1940рр.
Станом на січень 1936 року пристосування газогенератора на автомобіль в Радянському Союзі носить все ще дослідний характер. Два перші деревно-вугільні газогенератори (це один газогенератор з різницею в оформленні і способі кріплення) із зворотнім процесом газифікації для ЗІС-5 і легковика ГАЗ-А, які були збудовані рос. «НИТО» і рос. «ЦНИИМЭ», є ще дослідними. В 1936 році планувалось виготовити на заводі ім. Сталіна 900 газогенераторних автомобілів, а автомобільною промисловістю загалом — 3000 вантажних автомобілів різних марок і типів. 18 травня в Ленінграді стартував пробіг газогенераторного (на дровах) ГАЗ-АА зі стандартною головкою (із підвищеним ступенем стиску до 7,0) по маршруту Ленінград—Москва—Ленінград. В 1936 році автомобіль ЗІС-5 (2,5 т) з дров'яним газогенератором експлуатувався в умовах київської автобази. Для приведення машини в рух вимагалось 25-40 хв, через кожні 80-90 км потрібно було відкривати зливні пробки в очисниках і водоприймачі для спуску води, підйоми долались лише на 2-ій передачі (на бензині — на 3-ій), в автомобіля була замінена головка новою із зменшеними камерами стискування чим було підвищено ступінь стиску до 7,1; автомобіль пробіг 1700 км.

В червні-липні цього ж року НАТІ разом з іншими організаціями в Загорську проводив експлуатаційні випробування імпортних і радянських газогенераторних автомобілів. Результати випробовувань були наступні:
| Марка автомобіля                  | «Фаун-Дейц» 6 т. | «Греф-Штифт» 4 т. | «Прага» 3 т. | «Панар-Лавассор» 3 т. | «Бюссінг- Наг» 6 т. | ГАЗ-АА 1,5 т.         | ГАЗ-АА 1,5 т.         | ГАЗ-АА 1,5 т.               | ГАЗ-АА 1,5 т.  | ЗІС 3 т.  | ЗІС-5 3 т.         |
| --------------------------------- | ---------------- | ----------------- | ------------ | --------------------- | ------------------- | --------------------- | --------------------- | --------------------------- | -------------- | --------- | ------------------ |
| Вага траспортного засобу, т       | 6,2              | 4,0               | 2,54         | 4,4                   | 4,7                 | 1,53                  | 1,58                  | 1,61                        | 1,75           | 3,0       | 2,75               |
| Газогенератор                     | Гумбольд-Дейц    | Кромаг            | Витковіц     | Панар                 | Віско               | НАТІ-1 перший варіант | НАТІ-2 другий варіант | Ленінгр. лісотехн. академія | НАТІ вугільний | ЗІС       | Д-10 (Декаленкова) |
| Тип газогенератора                | дров'яний        | дров'яний         | дров'яний    | дер.- вугільний       | дер.- вугільний     | дров'яний             | дров'яний             | дер.- вугільний             | дров'яний      | дров'яний | дров'яний          |
| Витрата роб. палива на 100 км, кг | 177              | 108               | 46           | 54,5                  | 112                 | 47                    | 55                    | 62                          | 35,5           | 81        | 121                |

В Німеччині, на 1936 рік, вже збудовано швидкісну вантажівку «Крупп» з газогенераторм, який працює на коксовому газі; проводяться змагання між автомобілями з газогенераторами і з автомобілями з газобалонним устаткуванням; Мерседес-Бенц на Берлінській виставці представляє двигун, який працює на бензині, газойлі, бензолі, газі бурого вугілля, метані, світильному газі, коксовому газі і ін. Ця виставка засвідчувала, що в Німеччині для газогенераторних установок використовуються, як правило, не стандартні бензинові двигуни, а дизелі із зміненою головкою циліндрів; ряд німецьких фірм застосовує подвійне запалювання, спостерігається тенденція сконструювати такі види дизельних двигунів, які при заміні окремих частин, наприклад циліндрових головок, вилученні вприскуючого насосу і деяких інших незначних змін — легко могли бути пристосовані для роботи з газогенераторними установками або на стиснутому газі. Директор НАТІ засвідчував, що невдалий досвід НАТІ (те, що не вдалося перетворення карбюраторних двигунів у дизелі), що використання дизельдвигуна для переробки його під газ є принципово правильним вирішенням питання про газогенераторні двигуни. Виробництвом газогенераторних машин в Німеччині займаються фірми: Віско, Дейтц, Геншель, Крупп, Магірус і ін., а найбільше розповсюдження таких автомобілів в країні отримали автомобілі з газогенераторами французької конструкції «Імберт», число яких на початок 1936 р. досягало 1000 одиниць
В 1937 році був випущений перший серійний газогенераторний автомобіль ЗІС-13. Максимальна швидкість автомобіля по прямій дорозі становила 55-60 км/год, а середня комерційна швидкість — 25-30 км/год. Запуск двигуна на газі становив 3-5 хв, витрата дров — 0,9 кг/км. Хоча в процесі експлуатації були виявлені недоліки, за даними Балабановської автобази загальний пробіг 7 машин за січень 1937 року склав 29 758 км. На автомобіль встановлювався газогенератор «НАТІ Г-14».
З 1937 року здана у виробництво покращена модель «НАТІ Г-14». В 1938 році пройшла випробовування дров'яна газогенераторна установка Г-25 для тракторів, а в установку Г-19, після випробовування першого зразка, вносяться деякі зміни і покращена модель має стати зразком для випуску в 1938 році 300 шт газогенераторних тракторів на ХТЗ. Також, підготовлені дві деревно-вугільні установки горизонтального процесу «НАТІ Г-21» для ГАЗ-АА і «НАТІ Г-23» для ЗІС-8, які пройшли випробування на автомобілі по 20 тис. км кожна. В 1938 році дослідний інститут міського транспорту лише спроектував на базі існуючих шасі ЗІС і кузова ЗІС-8 газогенераторный автобус НІІГТ—Г-1, кузов якого був дерев'яним з металічною обшивкою.
| Генераторний автомобіль в Берліні (1946) | Вид з передньої лівої сторони |

1 липня 1938 року по 30 серпня цього ж року в СРСР проходив перший великий державний пробіг 12 газогенераторних автомобілів і 5 звичайних за маршрутом Москва—Омськ—Ленінград—Київ—Москва (більше 10 890 км) з ціллю перевірити автомобілі. В кінці квітня 1939 року — пробіг двох газогенераторних автомобілів ЗІС-21 за маршрутом: Москва—Юхнов—Довськ—Гомель—Чернігів—Київ—Москва (близько 2000 км).
Виробництво газогенераторних установок для вантажних автомобілів станом на 1938 рік було зосереджено на московському заводі «Комега».
Восени 1938 р. Харківський тракторний завод розпочав виготовляти на базі СХТЗ-НАТІ газогенераторні трактори ХТЗ-Т2Г, які працювали на дровах, а перші три машини, спроектовані під керівництвом М. С. Сидельникова і виготовлені на заводі, проходили урядове випробування.
В червні 1939 року в Радянському Союзі створювались бази автомобілів з газогенераторними установками в Краснодарському краї — Мінусинська, Бійська — в Алтайському краї, Називаєвська — в Омській області, Міасська — в Челябінській, Мелекесська — в Куйбишевській, Борисоглібська — в Воронезькій, і Сумська — в Сумській області.
Найбільш широкий розмах на радянських теренах транспортні газогенератори приймають в період 1932—1936 років, коли здійснюється масовий випуск транспортних газогенераторних двигунів і стаціонарних газових двигунів. Центральним науково-дослідним дизельним інститутом був розроблений перший стандарт 7107 на газові двигуни.

### 1940-ві рр.
В 1940 році вперше в СРСР був організований пробіг за маршрутом Караганда—Алма-Ата і назад (разом 2500 км) автомобілів обладнаних газогенератором для роботи на бурому вуглі, що засвідчило можливість використання як робочого палива буре вугілля.
У 1942 році (коли деревний газ ще не досяг вершини своєї популярності), було близько 73 000 автомобілів на деревному газі в Швеції (у листопаді 1940 р. було 22 000 автомобілів на газі зареєстрованих в Швеції, а той же час в наступному році їх налічувалося 71 000), у Франції — 65000, в Данії — 10000, і майже 8000 в Швейцарії. У 1944 році в Фінляндії було 43000 автомобілів на деревному газі, з яких 30 000 автобусів і вантажних автомобілів, 7000 приватних автомобілів, 4000 тракторів і 600 човнів.
З 1940 по 1945 рр. в Німеччині було виготовлено близько 500 000 транспортних газогенераторних установок. В цей час в Німеччині було розроблено знімний транспортний газогенератор, яким оснащувались танки типу Pz-І і бронетранспортери піхоти.
На перше червня 1947 року був виготовлений перший в СРСР промисловий зразок газогенератора соломи. Його встановили на авто «ГАЗ-АА» з двигуном «ГАЗ-МК» — комбайновий карбюраторний двигун потужністю 18 кінських сил при 1500 обертах в хвилину. Ця нова газомоторна установка пропрацювала з 22 червня по 5 жовтня 1947 року в колгоспі. Газогенератор витрачав 16 кг соломи в годину. В 1948 році в полях працювало вже 10 таких авто.
В 1949 році в Радянському Союзі був розроблений перший газогенератор для торфу — МПИ-2 — який мало відрізнявся від газогенератора ЗИС-21.
Після закінчення Другої світової війни парк автомобілів обладнаних газогенераторними установками скоротився лише протягом 1949 року з 1 млн до 50 000 одиниць, уступивши місце попиту на більш дешеві нафтопродукти і вугілля.

### 1950-ті рр.
До 1952 року в Радянському Союзі випускався автомобіль ЗІС-21А (ЗІС-21 це ЗІС-5 з установленою деревною газогенераторною установкою «ЗІС-21») з газогенераторною установкою, а з 1952 року УралЗІС-352 (1952—1956).
Колектив наукових працівників і інженерів під керівництвом кандидатів технічних наук А. Пойдо, Н. Фуфрянського на базі серійного тепловоза «ТЕ-1» створили газогенераторний тепловоз. Пізніше колектив Харківського заводу транспортного машинобудування разом з науковими працівниками інституту збудував новий, вдвічі більше потужний газогенераторний тепловоз «ТЕ-2», який споживав змішане паливо: двигун внутрішнього згоряння працював в основному на газі, отримуваному шляхом газифікації антрациту, а рідке паливо застосовувалось лише для запалювання газо-повітряної суміші в циліндрах і для підсилення тяги тепловоза при нестачі тепла від спалюваного газу. Такий локомотив давав можливість використовувати тверде паливо втричі ефективніше, ніж паровоз.
В 1950-х рр. Улан-Уденський локомотивовагоноремонтний завод випускав дослідну серію з 15 газогенераторних тепловозів ТЕ1Г, які протягом 7 років експлуатувались в депо Верхній Баскунчак. Дизелі цих тепловозів були переобладнані для роботи по дизельногазовому циклі. Генераторний газ вироблявся із антрациту в газогенераторі, розташованому в тендерній секції. Середньорічне заміщення дизельного палива газом на цих тепловозах складало 65-67 %. Один такий тепловоз був куплений Міністерством залізничного транспорту Китайської НР. У шостому томі технічного довідника залізничника (1952 р.) зазначається, що необхідно створити газогенератор транспортного типу для використання бурого вугілля, який би забезпечив постачання газом двигуни потужністю від 1000 до 2000 к.с.
Станом на 1955 рік радянська автомобільна промисловість випускала автомобілі обладнані газогенераторами для роботи на дровах, але на цей час вже було накопичено експериментальні дані, достатні для того, щоб найближчим часом розпочати випуск промислових зразків газогенераторних автомобілів для роботи на деревному вугіллі, бурому вугіллі, напівкоксі і ін. видах палива.
В 50-х роках 19 століття внаслідок сильного здешевлення бензину використання газогенераторних транспортних засобів у світі пішло на спад.

### 1970-ті рр. і до 2000 року
ПАР

Ембарго, накладене ООН на ПАР у 1975 році, призвело до того, що через відсутність власних запасів газу та нафти споживання нафтових видів палива в країні було скорочено до мінімуму, а усі галузі промисловості, де це було можливо, було переведено на генераторний газ, одержуваний з кам'яного та бурого вугілля, оскільки ПАР володіє досить великими запасами вугілля.
В ПАР генераторний газ широко використовується як автомобільне паливо, а також для виплавки чавуну і сталі, на електростанціях і теплоцентралях, розвиток стаціонарних газогенераторних установок з метою отримання електроенергії, теплової енергії і подачі води отримав активну державну підтримку.
Наприкінці XIX століття в рамках програм, що реалізуються CSIR (Південноафриканська рада по науковому та індустріальному дослідженню), на території ПАР було введено в дію більше 100 газогенераторних станцій потужністю 0,5-1 МВт, а також налагоджено серійне виробництво чотирьох типів транспортних газогенераторних установок потужністю від 30 до 150 кВт.
Філіппіни

У 1980 році урядом Філіппін було прийнято рішення про державну підтримку досліджень, спрямованих на створення нових і вдосконалення існуючих транспортних газогенераторних установок, а в 1981 році газогенераторні автомобілі та автобуси обслуговували сільські райони на островах Лусон, Вісаяс і Мінданао.
Швеція

У співпраці зі шведськими автовиробниками Volvo і SAAB-Scania у 1970-1980-ті роки в шведському Національному інституті сільського господарства були розроблені моделі газогенераторних установок для легкових і вантажних автомобілів, а також тракторів на випадок війни (Швеція не має запасів нафти).

### XXI століття
Модернізовані вантажівки на деревному газі в наш час використовуються в Корейській Народно-Демократичній Республіці в сільських районах, особливо на дорогах східного узбережжя.

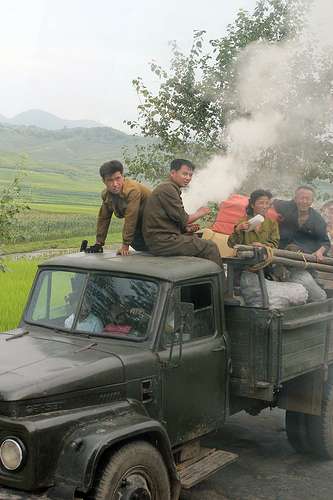
Вантажівка на деревному газі в Північній Кореї

У Швеції, ПАР, Китаї та на Філіппінах розвиток газогенераторних технологій не припинявся і досі підтримується на державному рівні.
В наш час досягнення нових технологій частково вирішує проблему ККД системи ДВЗ-газогенератор. Підвищення калорійності газогенераторного газу досягається технологією розділення повітря, для чого створені компактні мембранні установки (адсорбери А і В) з сорбентами для збагачення повітря киснем: повітря послідовно проходить через них і подається в зону горіння газогенератора вже збагачене киснем. Електромагнітний клапан періодично перемикає подачу повітря в адсорбер А, де азот повітря поглинається адсорбентом, а кисень повітря потрапляє в ресивер. В цей же час в адсорбері В відбувається пониження тиску і викид накопиченого азоту. Через час напівциклу адсорбери обмінюються своїми функціями: адсорбер В затримує азот і продукує кисень, а адсорбер А звільняється від накопиченого азоту.

## Будова транспортної газогенераторної установки
У США Федеральне агентство з надзвичайних ситуацій (FEMA) в березні 1989 року опублікувало книгу в якій описується, як побудувати газовий генератор у випадку надзвичайної ситуації, коли нафта буде недоступна.
Конструкцію транспортного газогенератора як і схему газогенераторної установки визначають, головним чином, транспортний засіб, на який монтується установка, характеристики застосовуваного палива: смолистість, зпікаємість, зольність і плавкість золи. У відношенні до властивостей твердого палива, його класифікують на чотири групи.
Газ, який виходить з газогенератора, у своєму початковому вигляді не придатний для використання в двигуні внутрішнього згорання, бо він нагрітий до температури 400—500 °C, що зменшує вагову кількість газу, а тепловий заряд, що потрапляє в двигун зумовлює падіння його потужності. Тому, це також визначає технологічну схему газогенераторної установки.
Розташування газогенераторної установки залежить від форми газогенератора, очисника, а також від призначення транспортного засобу.
Щоб максимально полегшити вагу установки, німці пропонують її виконувати із жаростійкої сталі марки 0021. Циліндричні газогенератори найбільше підходять для деревного вугілля і дрібно нарізаних дров (довжиною не більше 6 см). Вага газогенераторної установки (без палива), яка встановлювалась в Радянському Союзі на вантажних автомобілях становила від 250 до 440 кг.

### Принцип дії
Робоче паливо завантажується в бункер газогенератора через люк. Запалюють робоче паливо двома шляхами:
1) для запалювання самотягою відкривають нижній і верхній люки газогенератора і, наприклад, клоччям, змоченим горючою рідиною, підпалюють робоче паливо знизу в паливній камері. Через декілька хвилин рівень горіння робочого палива переміщується вверх. Після цього закривають люки і проводять запуск двигуна на бензині (через 2-3 хв переводять його на газ).
2) розпалювання двигуном (або електронагнітачем). Електронагнітач являє собою електровентилятор з мотором (наприклад, потужністю 80 ват і живленням 14 ампер). При запуску двигуна (або електронагнітача повітря) створюється всмоктуюча дія і повітря через повітрезабірник потрапляє в резервуар з водою (якщо він передбачений типом конструкції установки) газогенератора, де частково насичується парами води, піднімається і проходить через зольник, де відбувається остаточне насичення парами води, і, проходить в паливну камеру генератора. Факелом через люк проводять розпал робочого палива як при першому способі (через 3-5 хв бензин виключається і двигун переводиться на газ). Далі насичене парами повітря проходить через тліючий шар вугілля, при чому пара розкладається на кисень і водень. Кисень, при горінні вугілля з'єднюється з вуглецем частково утворює окис вуглецю. Внаслідок розрідження, яке створюється працюючим двигуном, вуглекислий газ відсмоктується в низ паливної камери, де знаходиться розпечене вугілля (при зворотному процесі). Коли вуглекислий газ проходить з малою швидкістю крізь розпечений шар вугілля паливної камери майже без доступу повітря, то внаслідок дії високої температури він хімічно з'єднується з вуглецем палива і утворюється чадний газ. Разом з газом в низ паливної камери рухаються продукти сухої перегонки, які теж проходять через зону високих температур, від дії яких розкладаються на газ. Чадний газ добре горить. Гарячий генераторний газ поступає в охолоджувач, після чого потрапляє в очисник (фільтр) де очищується від механічних домішок. Після цього газ подається в змішувач, де відбувається змішування з повітрям.
Змішуючись з окисом вуглецю, метану, які утворюються при тлінні робочого палива і атмосферним азотом — утворюється суміш газів (деревний газ), яка з додаванням повітря (1:1) у вигляді вже паливної суміші і потрапляє в двигун (якщо газовий клапан перемкнуто в положення подачі газу в двигун).

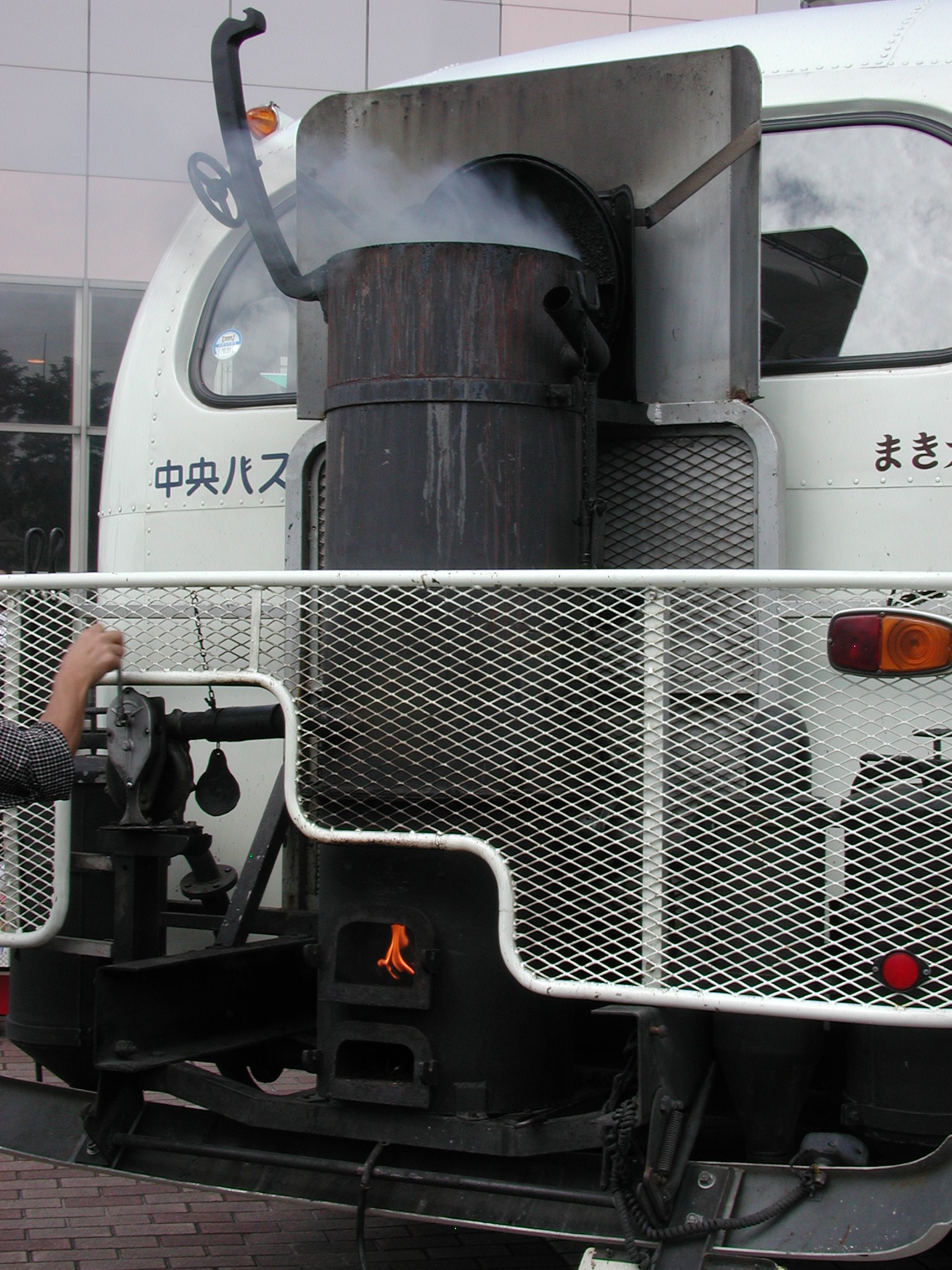
Автобус з газогенератором вугілля (Японія. Виробник: Hokkaido Chuo Bus Co., ltd.)

На розпалювання холодного газогенератора витрачається в середньому 5-8 хвилин, а кінець розпалювання виявляється по якості отриманого газу: якщо до отриманого газу піднести запалений сірник і газ горітиме, то роботу електронагнітача припиняють і двигун заводять електростартером на газі відразу, без бензину (або, попередньо заводять на бензині).
Таким чином генераторний газ (який є сумішшю газів) містить азот і водень. Азот береться з атмосферного повітря, а водень — з вологи палива.
Зола, що утворюється при роботі газогенератора, осідає в нижній частині газогенератора і видаляється через спеціальний лючок. Бокова поверхня нижньої частини генератора вкрита теплоізоляцією для запобігання від теплових випромінювань.
В інших моделях, повітря спочатку може подаватись в проміжок між двома стінками кожуха газогенератора, а далі відсмоктуватись через щілину у вогнище або паливник газогенератора де проходить горіння робочого палива з утворенням вуглекислого газу; цей газ проходить крізь розпечений шар вугілля в «паливнику», де від недостатності повітря і високої температури розкладається на чадний газ і кисень.
При зупинці двигуна, генераторний газ виходить (може виходити) в атмосферу лише через спеціально передбачений конструкцією отвір. Щоб цього не відбувалось, в конструкції може бути передбачено зворотний клапан, який автоматично закривається під напором газу що виходить. Газогенератор дає майже моментальне газоутворення палива, особливо в гарячому стані; при різкому натисканні педалі акселератора (педалі газу) двигун не глохне.

### Газогенератор
Газогенератор надзвичайно простий, і якщо не рахуватись з деяким падінням потужності і не міняти в двигуні головку циліндрів (в ті роки ступінь стискування в циліндрі був малий (5-6,5), і це вимагало заміни головки), то всю установку можна виготовити навіть в місцевих майстернях примітивним жерстяним обладнанням. Особливо легко побудувати газогенератор для деревного вугілля.

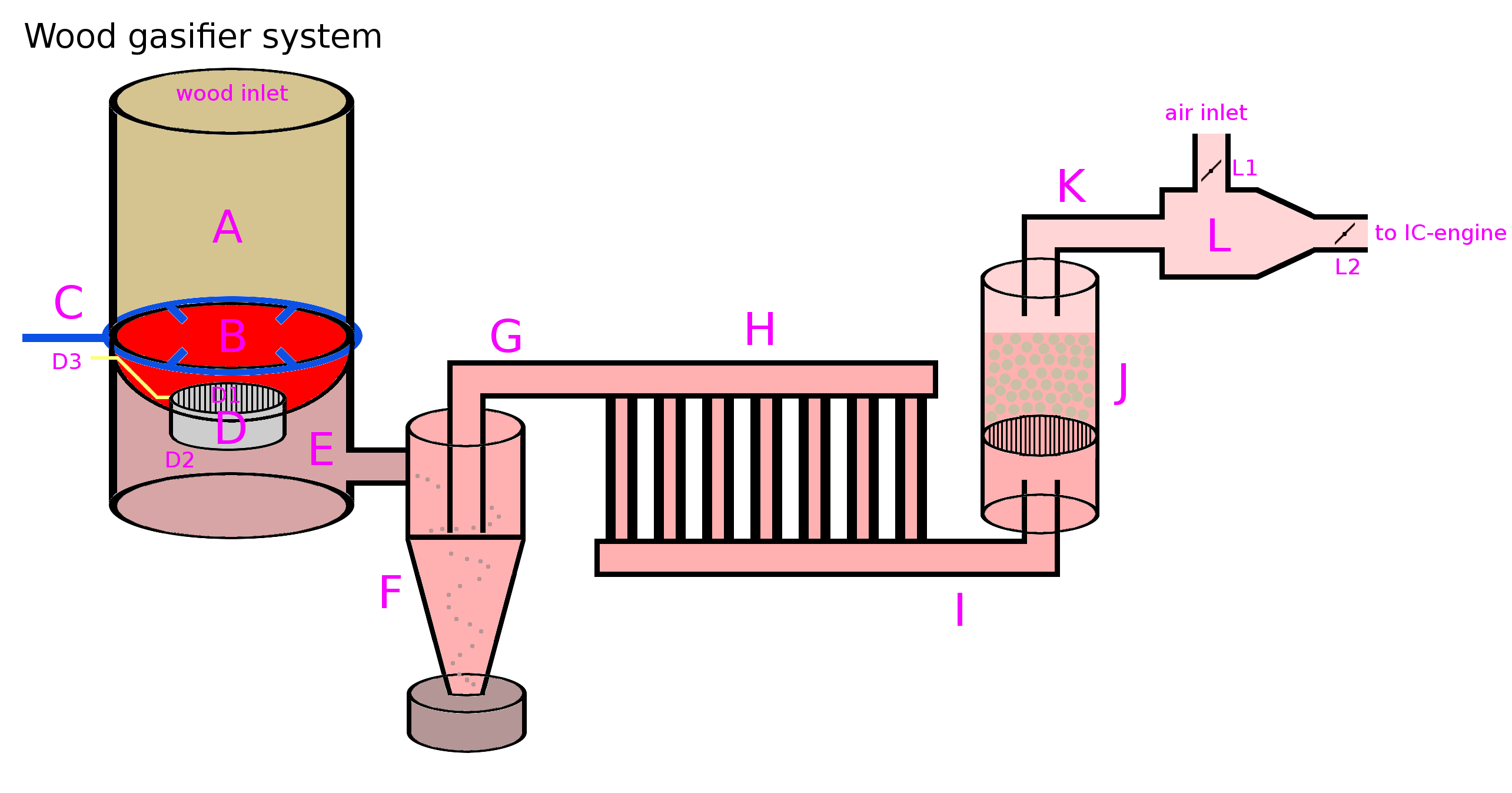
Газогенераторна установка зворотного процесу газифікації.
А — бункер газогенератора для робочого палива;
В — колосникова решітка;
С — подача повітря в паливну камеру газогенератора;
Е — патрубок для забору генераторного газу;
F — гарячий інерційний очисник (циклон)
H — охолоджувач газу;
I — трубопровід від охолоджувача до очисника;
J — очисник холодного газу (фільтр). Наповнюють кільцями Рашига чи ін.;
L — змішувач газу з повітрям (газовий клапан)

Газогенератор служить для перетворення робочого палива в газ, на якому працює двигун. Газогенератор виготовляють з листової сталі товщиною 2-3 мм цільнозварної конструкції в формі циліндра чи ін. і складається з трьох частин: зовнішнього кожуху, внутрішнього кожуху, привареного до стального литого паливника, і бункера. Бункер з'єднується болтовим швом із зовнішнім і внутрішнім кожухами. Завантаження палива в бункер проводиться через люк, який під час роботи щільно закритий. Котел (найчастіше, округлої форми у вигляді циліндра) виконується з шамотною кладкою зсередини, для теплоізоляції. Під колосниковою решіткою розташовано зольник. Нижче може бути (не завжди) розташовано кільцеподібний водяний резервуар на 10-20 л води, який з'єднаний із зовнішньою атмосферою та зольником.
Паливну камеру виконують двояко. В одному випадку, поверхню паливної камери виготовляють у вигляді обмазки вогнетривкою глиною з азбестом, із азбест-цементу, жаростійкого цементу (30 % глиноземного цементу і 70 % хроммагнезиту), каоліну і ін., що є теплоізоляцією і сприяє підтримці високої температури всередині котла, знижує втрати на випромінювання, оберігає обшивку камери від деформації. Така теплоізоляція (футеровка) збільшує вагу генератора і періодично потребує обновлення; а також вимагає кільцевої паливної камери. Термін служби її не перевищує терміну служби металевої паливної камери. Тому, в іншому випадку, газогенератор виконують і без внутрішньої ізоляції, застосовуючи жаростійкі сплави (в тому числі жаростійкий чавун, хромо-нікелева сталь), які витримують температуру 1000—1300 °C. Це дозволяє зменшити вагу і придавати більш раціональні форми з точки зору газифікації. Камера згорання виконувалась металевою в деревно-вугільному газогенераторі Рено, хоча вона більше підходить для дров'яних газогенераторів.
Газогенератор може бути виконаний таким чином, що повітря, яке направляється в зону горіння, спочатку проходить навколо газогенаратора між стінками кожуха. Це дозволяє підвищити тепловіддачу, користуючись випромінюванням для підігріву повітря. Це ж повітря і слугує повітряною теплоізоляцією поверхні газогенератора.
Для повного знищення смоли фірма «Сагам» в 1934 році застосовувала порцеляну як каталізатор: у зоні виходу газів влаштовувались камери з тепловою ізоляцією, всередині яких укладались зв'язки порцелянових роликів. Газ проходив з температурою 400—600 °C повз каталізатори, де в присутності невеликої кількості повітря відбувалось спалювання смол і перетворення їх у газ.

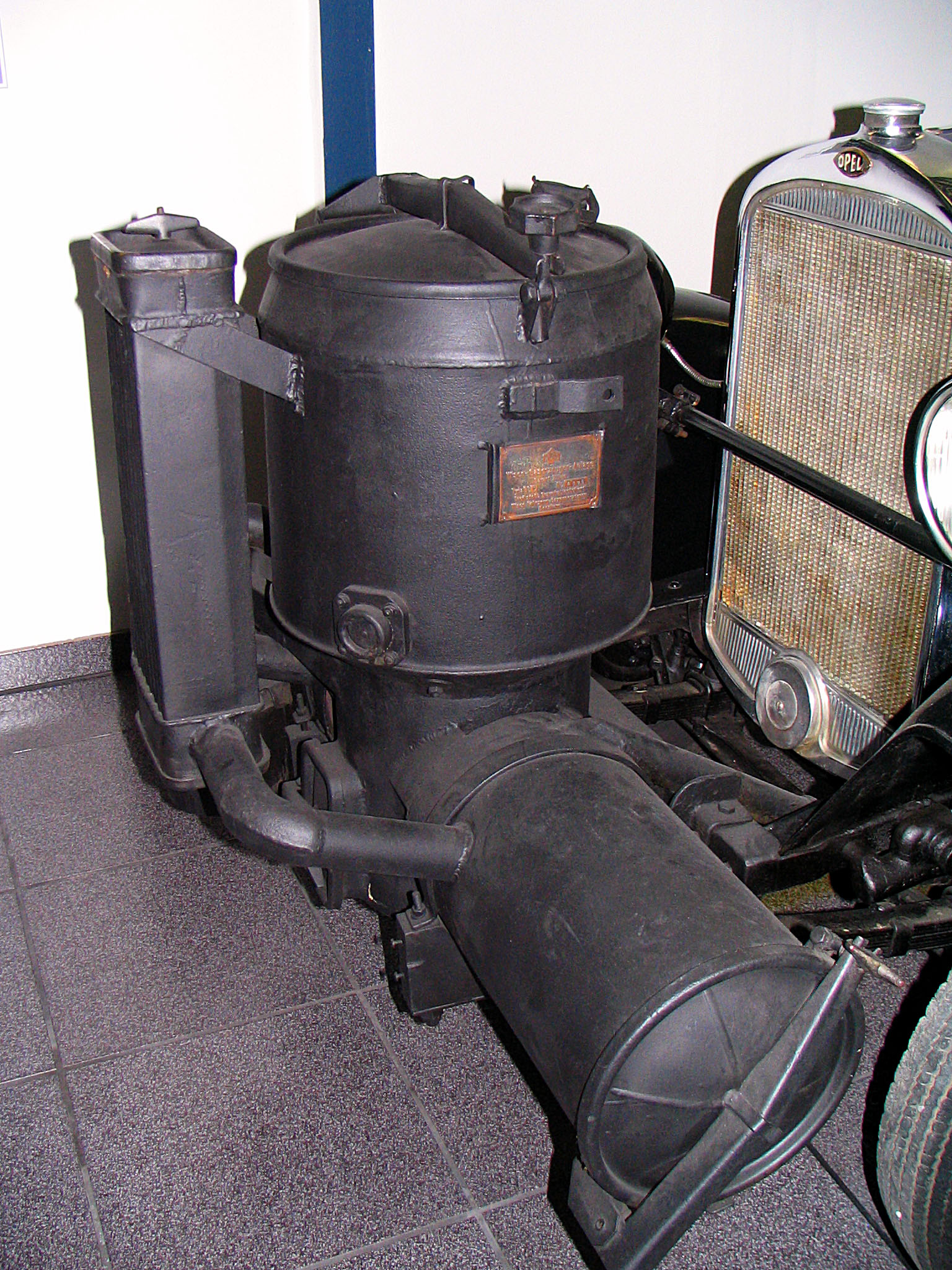
Варіант розташування газогенератора

Газогенератор і очисник в процесі роботи газогенераторної установки піддаються впливу дії кислот: деревне паливо в зоні сухої перегонки виділяє ряд кислот (в тому числі оцтову кислоту), які викликають корозію обладнання
Розташовують газогенератор збоку, спереду або ззаду машини.
Інколи, для розпалу котла потрібно не більше 2-3 хвилин.

#### Типи і групи палива
Належний технічний економічний ефект газогенератор може показати лише за наявності палива хорошої якості. Паливо повинне бути ретельно підготовлене, висушене, роздроблене, і в залежності від типу робочого палива — брикетоване чи спресоване. Серед усіх палив, деревне вугілля займає найвигідніше положення: його треба лише просіяти, а якщо вогке — просушити. Витрата вугілля майже в 2 рази нижча за витрату дров. Деревне вугілля має вищу теплотворну здатність майже в два рази, ніж дрова, і в ньому відсутні смоли. Недоліком є те, що при роботі з деревним вугіллям утворюється багато пилу.
Дрова займають більше місця і в процесі газифікації дають смолу.
В газогенераторах, попри утворення чадного газу шляхом відновлення вуглекислого газу, деяка частина чадного газу утворюється безпосередньо в зоні горіння. Ця умова є вельми важливою. Швидкість процесу відновлення СО2 в СО значною мірою залежить від температури (чим вища температура — тим швидше) в шарі палива і від реакційної здатності самого палива (від величини активної поверхні палива — пористості, розмірів кусків).
Перша група

До цієї групи відносять деревину, торф і біомасу. Біомасу брикетують холодним або гарячим методом (в інших випадках вона є важко газифікованим паливом в транспортному газогенераторі). Деревина у вигляді кусків є найбільш широко використовуваним паливом. Відходи деревини у вигляді опилок, тирси, тоненьких гілочок — брикетують (при цьому теплотворна здатність деревини підвищується). Торф в процесі газифікації утворює багато смоли, тому для очищення газу, газифікацію його проводять по зворотному або двозонному процесам. По теплотворності рослинні відходи близькі до дров і торфу.
Одним з методів підвищення якості деревини як газогенераторного палива є її карбонізація, яка являє собою процес термічної обробки деревини при температурі достатній для видалення вологи (270—290 °C), більшої частини вуглекислого газу і частини продуктів перегонки, але недостатній для отримання бурого вугілля. Як наслідок, деревина стає міцнішою, має меншу гігроскопічність, а теплотворна здатність підвищується в 1,5-2 рази, а газ при наступній газифікації містить менше смол і кислот. Оброблену деревину називають «бурою деревиною».
Друга група.

Сюди відносять буре вугілля, кам'яне вугілля і сланці. Основною проблемою при газифікації бурого вугілля є його висока зольність і низька термічна стійкість. Роздроблювання його в газогенераторі призводить до росту опору шару і порушення рівномірності протікання режиму газифікації. Деревно-вугільні брикети можуть виготовлятись із застосуванням зв'язуючих речовин.
Третя група.

До третьої групи зараховують короткоплолуменеві, які не спікаються кам'яне і буре вугілля, кокс, антрацит і напівкокс. Антрацит є висококалорійним паливом з повною відсутністю смол в продуктах перегонки і незначною наявністю вологи. Кокс теж немає смоли і володіє механічною міцністю, тому він теж знайшов широке використання в транспортних газогенераторних установках.
Четверта група.

В цю групу зараховують торф'яний кокс і деревне вугілля. Деревне вугілля володіє цінними властивостями для використання його в транспортних газогенераторах: висока теплотворність, мала зольність, незначним вмістом летючих, високою реактивною здатністю і, при правильному зберіганні, невеликим вмістом вологи. Деревне вугілля якнайкраще підходить і для невеликих за потужністю двигунів.
Торф'яним коксом називають штучне тверде паливо, яке отримують шляхом нагріву сухого повітряного торфу без доступу повітря до високої температури. Найкращим для коксування вважають торф середнього ступеня розкладання — 35-65 %.
| Деревне вугілля | Брикетоване під високим тиском буре вугілля | Брикет з біомаси | Горіння огатану (японського деревновугільного брикету) |

##### Основні характеристики і вимоги до застосовуваного палива

Автобус з вугільним газогенератором, який безкоштовно експлуатувався містом Івакуні (Японія)

Перебіг газогенераторного процесу залежить від наступних характеристик палива: реактивної здатності палива, щільності, вмісту смолянистих речовин, здатності до спікання, розміру частинок, вологості, вмісту в паливі сірки, зольності, теплотворності.
Реактивна здатність твердого палива — це швидкість перетворення вуглекислоти в чадний газ. Найбільший влив на реактивну здатність має структура молекул вуглецю в обраному паливі, і чим ближча ця структура до деревного вугілля, ти паливо активніше, і навпаки, чим ближче до графіту, ти менша активність палива.
Ця характеристика палива має відношення до інтенсивності газифікації, часу розпалювання і ін.
Щільність. Цей показник залежить від виду палива, способу його заготовки чи обробки. Чим вища щільність, тим вища цінність газогенераторного палива. Це має відношення до насипної ваги палива в бункері газогенератора, що збільшує час між завантаженнями, чим полегшує процес обслуговування. Попри щільність, велике значення має механічна міцність палива, оскільки при незначній міцності утворюється дріб'язок, який утворює в шарі газифікованого палива ділянки високого опору, які призводять до порушення нормального перебігу газифікації.
Вміст смоляних речовин. Один з головних показників, який передбачає вибір схеми процесу газифікації. Для палива з високим вмістом смоляних речовин обирають зворотний процес газифікації.
Спікаємість. Властивість палива зберігати свою форму при проходженні по зонах газогенератора без значних змін — виявляє одну з якісних сторін процесу газифікації. Спікання палива у великі куски утруднює його рух в газогенераторі, призводить до утворення пустот під час перебування в газогенераторі, призводить до різкого опору шару палива, чим негативно позначається на перебігу процесу газифікації.
Розмір кусків. Від величини кусків палива залежить загальна поверхня кусків, яка приходиться на одиницю об'єму, із збільшенням її — підвищується продуктивність газогенератора, оскільки газифікація твердого палива може проходити лише в місці стику палива з киснем повітря. Дотримання необхідних розмірів деревного чи ін. палива абсолютно обов'язкове. Так, розміри кусків деревини мають становити 50х50х60 мм. Газифікація більших кусків погіршує процес газифікації, підвищує небезпеку засмолення двигуна. Розміри деревного вугілля мають мати розміри, приблизно, від 20 до 40 мм, кам'яне і буре вугілля — 15-50 мм, рослинні відходи (обов'язково брикетовані чи пресовані) — 15-20 мм.
Вологість. З підвищенням її в паливі — хімічний склад газу погіршується, потужність двигуна падає, збільшується витрата палива.
Вміст сірки. Лише дрова, рослинні відходи і деякі сорти торфу можуть вважатися такими, що не мають сірки.
Зольність. Золи, які мають низькі температури плавлення, утворюють шлаки і утруднюють перебіг процесу газифікації. Чим менший вміст золи і чим вища температура її рідкоплинного стану, тим паливо краще. Зольність деревини і деревного вугілля не перевищує 2-3 %, а температура плавлення золи лежить в межах 1200—1400 °C, тому при газифікації їх шлакування газогенератора на відбувається.
Теплотворність. Теплотворність деревини 2700-3000 ккал/кг, бурої карбонізованої деревини — 5700-5800 ккал/кг, торф — 2700-3400 ккал/кг, буре вугілля 6000-7400 ккал/кг, сланці — 8900 ккал/кг, брикети з бурого вугілля — 5000, торфобрикети — 4000-4500, деревновугільний брикет — 7000-7500, солом'яний брикет — 4500.

#### Типи газогенераторів за способом газоутворення
Газифікацію проводять при звичайному або підвищеному тиску. По способу газоутворення газогенератори поділяють на чотири типи:
- газогенератори прямого процесу;[31]

Цей тип застосовується для роботи на вугіллі. В цих газогенераторах подача повітря проходить знизу (часто через колосникову решітку), а газ відбирається зверху. Зона горіння (киснева зона) розташовується безпосередньо над решіткою і займає 30-50 мм висоти шару палива. За рахунок утворення тепла, температура в цій зоні досягає 1300—1700 °C. Вище зони окислення розташовується зона відновлення, в якій відновлювані реакції проходять з поглинанням тепла і тому температура знижується до 700—900 °C.
Зони окиснення і відновлення називають активною зоною.
Вище активної зони знаходяться зона сухої перегонки (t 450—150 °C) і зона підсушування робочого палива (150—100 °C).
В цьому виді газогенераторів волога палива не потрапляє в зону горіння, а тому воду (водяну пару) підводять в котел спеціально. Подача води повинна регулюватись в залежності від кількості згоряючого палива, оскільки вода впливає на утворення і накопичення шлаків, які утруднюють процес газифікації (створює опір повітрю, яке подається в камеру газифікації). Окрім того, очищення колосникової решітки від цих шлаків дуже важке.
- газогенератори зворотного процесу;[31]

Цей тип застосовується для роботи на дровах. Перевага в тому, що продукти сухої перегонки (смоли, гудрон і ін.) проходять через зону горіння, внаслідок чого ці продукти розкладаються, а газ отримується більш чистий, зменшується кількість завислих часток у газі, дає можливість виконувати завантаження палива під час роботи двигуна, усувається викид газів при завантаженні робочого палива. При такому процесі немає необхідності встановлювати водяний бак. Горіння палива відбувається не на решітці, як це відбувається при способі прямого горіння, а вище неї на 30-50 см. Тому повітря підводиться трубопроводом у верхню частину паливної камери. При таких умовах горіння потреба в решітці, певною мірою, відпадає, і можна обмежитись решітчастим піддоном.

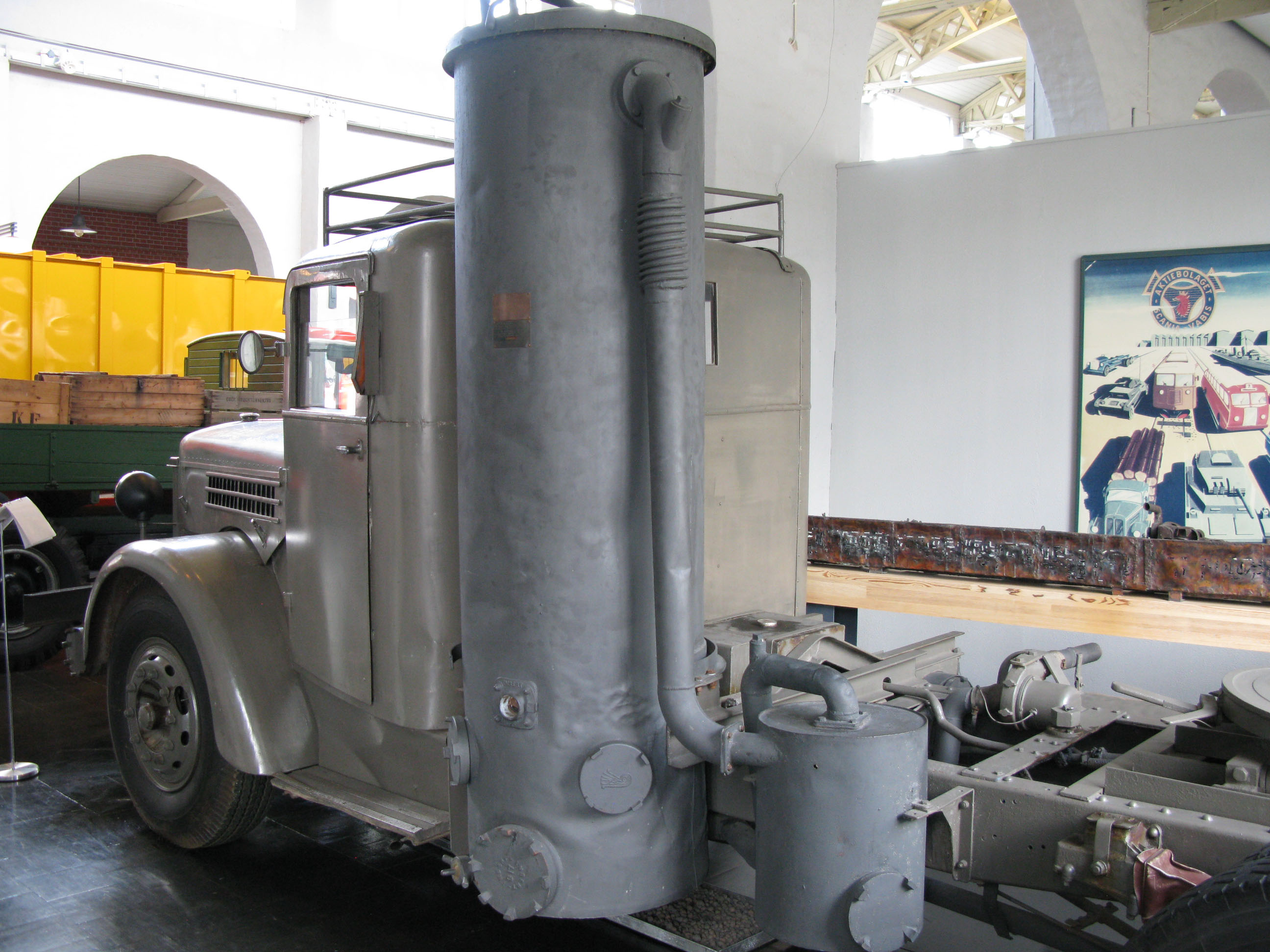
Scania-Vabis 335/1 з генератором деревного газу, виготовлена в Швеції в 1941 році

- газогенератори двозонного процесу;

В цьому газогенераторі об'єднані в єдину схему прямий і зворотний процес газифікації: в нижній частині паливо газифікується за прямим процесом, а у верхній — за зворотнім, тому газогенератор має дві кисневі і дві відновлювані зони.
- газогенератори горизонтального процесу.[31]

Це газогенератор з високою швидкістю подачі повітря. Особливістю горизонтального процесу є локалізація вогнища горіння в невеликому об'ємі, навколо якого (по периферії) робоче паливо створює собою шар теплоізоляції (чим також оберігає стінки газогенератора від перегріву) і ведення процесу газифікації при високій температурі; волога палива майже не проникає в зону горіння (тому утворення водню проходить в безпосередній близькості від газовідбірної решітки). Конструкція цього газогенератора надзвичайно проста.

### Осушник і охолоджувач газу
Охолодження газу проводиться за допомогою серії труб, які найчастіше розташовуються паралельно. Газ по них проходить з малою швидкістю, віддаючи тепло стінкам. Стінки охолоджуються повітрям. Виконувати трубки викривлених форм недоцільно, оскільки це підвищує рух газу, а газ, у свою чергу, захоплює більше пилу.
Охолоджувач і осушник виконують з листового металу і автогенного зварювання.
Цей газ за допомогою кожухів з листового металу може направлятись навколо камери завантаження дров чи бункера, і підігрівати дрова. Це виконуватиме роль осушника. Осушник може являти собою і чотирикутний ящик наповнений коксом (якщо робочим паливом є кокс). В бокові стінки ящика (а також ящика з тирсою, який відігравав роль газового фільтру) вмонтовані охолоджуючі трубки. У вантажних автомобілів чи тягачів цей апарат (разом з газовим фільтром), зазвичай, розташовувався на даху. Проте, існують різні варіанти виконання підсушування і охолодження робочого палива.

### Газовий фільтр
Очищення газу може проводитись деревною тирсою, пресованою металічною ватою, кільцями Рашига. Очисник, як і газогенератор, теж виконується у вигляді циліндра. Суха система очищення має ту перевагу, що не замерзає, хоча і потребує більших об'ємів.
У всіх транспортних газогенераторах газ проходить 2-3 очисника, а останній виготовляється з бавовняно-паперової або фетрової тканини, фланелі, байки. Тканинні фільтри проектуються так, щоб їх було легко чистити ззовні від накопиченого на них вугільного пилу.
Перший очисник може бути виготовлений у вигляді металевого циліндра чи камер, і наповнюється металевою стружкою, спіральними дротиками, металевими решітками. Оскільки нижня частина кожуха очисника є пилозбірником, то для очищення його від накопиченого пилу в конструкції встановлюють різьблений люк. Патрубки вводу і відбору газу з'єднуються з газопроводом за допомогою фланців, а сама збірка циклону повинна бути забезпечена герметичністю зовнішнього кожуху і кришки люку пилозбірника.
Наприклад, перший фільтр грубої очищення може бути виконаний з двох прямокутних ящиків розмірами 238х130х1200 мм. Ящики наповнюються дисками з отворами, через що газ, який проходитиме по отворах, весь час змінюватиме напрям і швидкість руху внаслідок чого великі частинки золи і деревного вугілля осідатимуть на дно очисника. Для чистки очисників, передбачають люки для виймання і очищення дисків.
В очищувачі тонкої очистки газ може знаходитись при температурі 70 °C. Цей очисник (фільтр) може бути виготовлений з тонкої (1,5 мм) листової сталі у вигляді циліндра висотою 1590 мм і діаметром 400 мм. Цей фільтр наповнюють в два шари кільцями Рашига, які являють собою жерстяні (листовий метал) трубочки діаметром і висотою 15 мм. Газ йде знизу вверх, відсмоктується через трубу і проходить далі до газового змішувача. При проходженні кілець Рашига, газ залишає конденсат парів води. Кільця Рашига добре очищують газ лише тоді, коли їх поверхня волога.
Для зливу конденсату і промивки фільтра в конструкції передбачують зливну пробку, яку приварюють в нижній частині корпуса.
В газогенераторній установці «Віско» (прямий процес) автомобіля «Бюссін-Наг» 6т (1936 р.в.; двигун 145 к.с.) фільтр був виконаний із застосуванням моторного масла (переробки), води і пробкової стружки.
В сучасній газогенераторній установці конструкції Ergard, тонкий очищувач газогенератора вирізняється високим ступенем очищення газу і високою надійністю роботи, що досягається завдяки комбінуванню відцентрової фільтрації газу, що проходить по ребристій поверхні напрямного конуса, глибокого барботажу газу шляхом його пропускання через воду і очищення від твердих домішок за допомогою центрифугування в циклоні.

### Змішуючий газовий клапан
Змішувач може бути виготовлений з відрізка 2-дюймової газової труби. Нижнім фланцем він приєднується до газової труби, яка йде від фільтра, а верхнім фланцем — до всмоктуючого колектора двигуна. Газ, який йде від фільтра, проходить через дифузор змішувача, де змішується з атмосферним повітрям 1:1, яке попадає в камеру змішувача через патрубок із заслінкою. Змішувач під'єднаний до всмоктуючого колектора двигуна через вигнутий патрубок. Готова суміш газу з повітрям засмоктується двигуном. Змішувач може бути відлитий з чавуну, і має 3 заслінки. Перша заслінка (1) використовується для регулювання повітря в паливній суміші. Друга (2) — закриває доступ робочої газової суміші для роботи двигуна на рідкому паливі (при потребі). Третя (3) — дросельна заслінка для регулювання кількості робочої суміші (з'єднана тягою з педаллю газу (педаллю акселератора). При роботі на бензині друга (2) заслінка закрита, а дросельна заслінка відкрита, і навпаки: при роботі на газі заслінка 2 повністю відкрита, а дросельна відкрита теж. Заслінки і дросель з'єднані між собою тягою. Тяги заслінок також виведені на панель управління в потрібному місці.

### Трубопроводи
Трубопроводи слугують для з'єднання елементів газогенераторної установки і підводу газу в двигун. Всі трубопроводи можуть бути виготовлені з труб одного січення діаметром 63,5 мм з товщиною стінок 1,5 мм.
Охолоджуючі труби, які з'єднують газогенератор з його очисником, часто ставлять під рамою автомобіля, перпендикулярно руху авто; в тракторах — проводяться вздовж трактора, а інколи ставляться на дах машини.

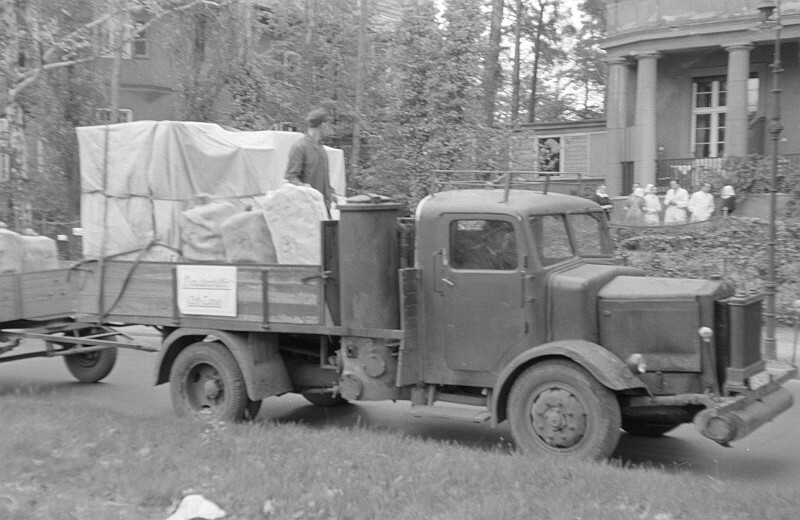
Tatra T27 на деревному газі у Німеччині 1947.
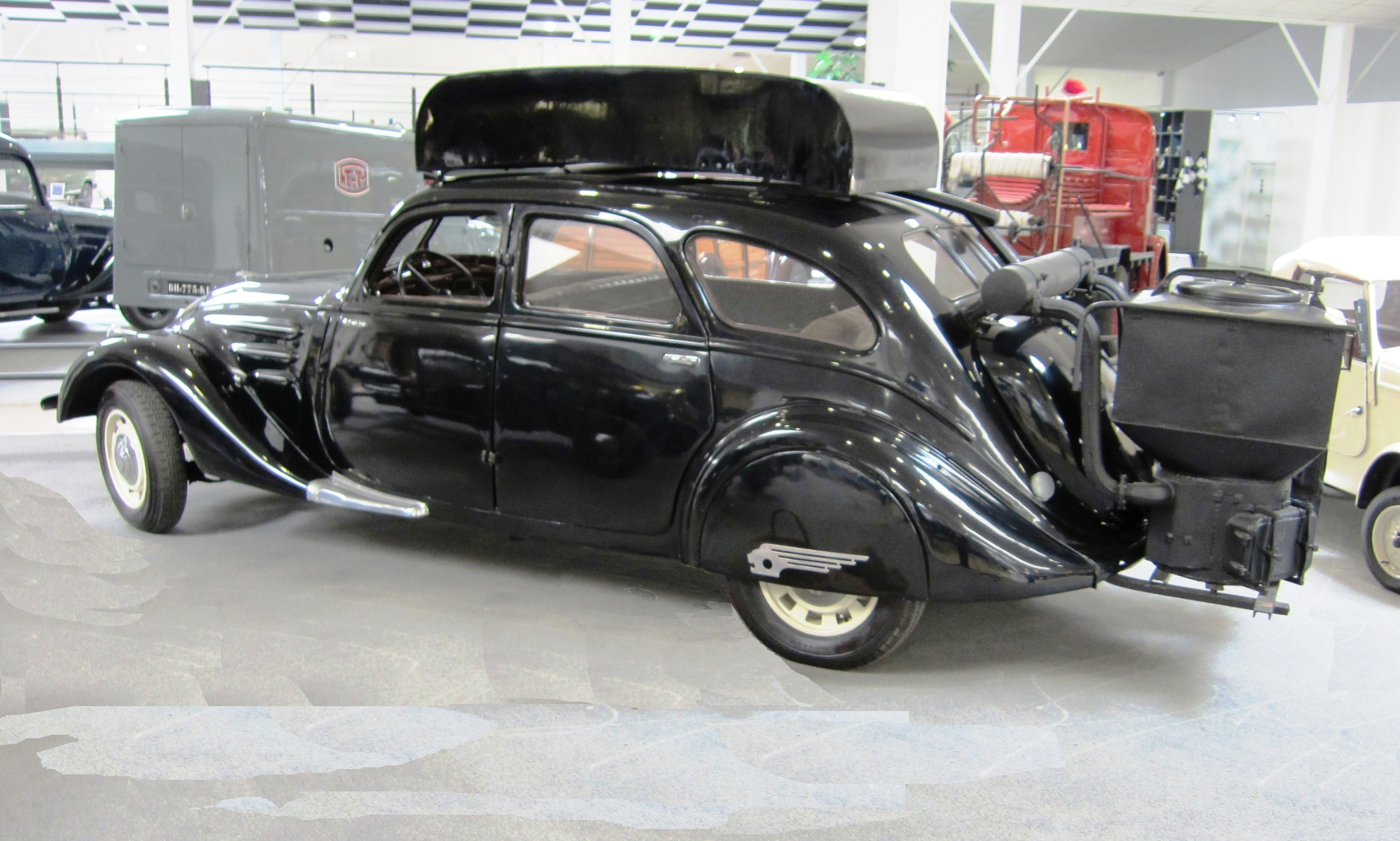
Пежо 402 обладнаний газогенератором
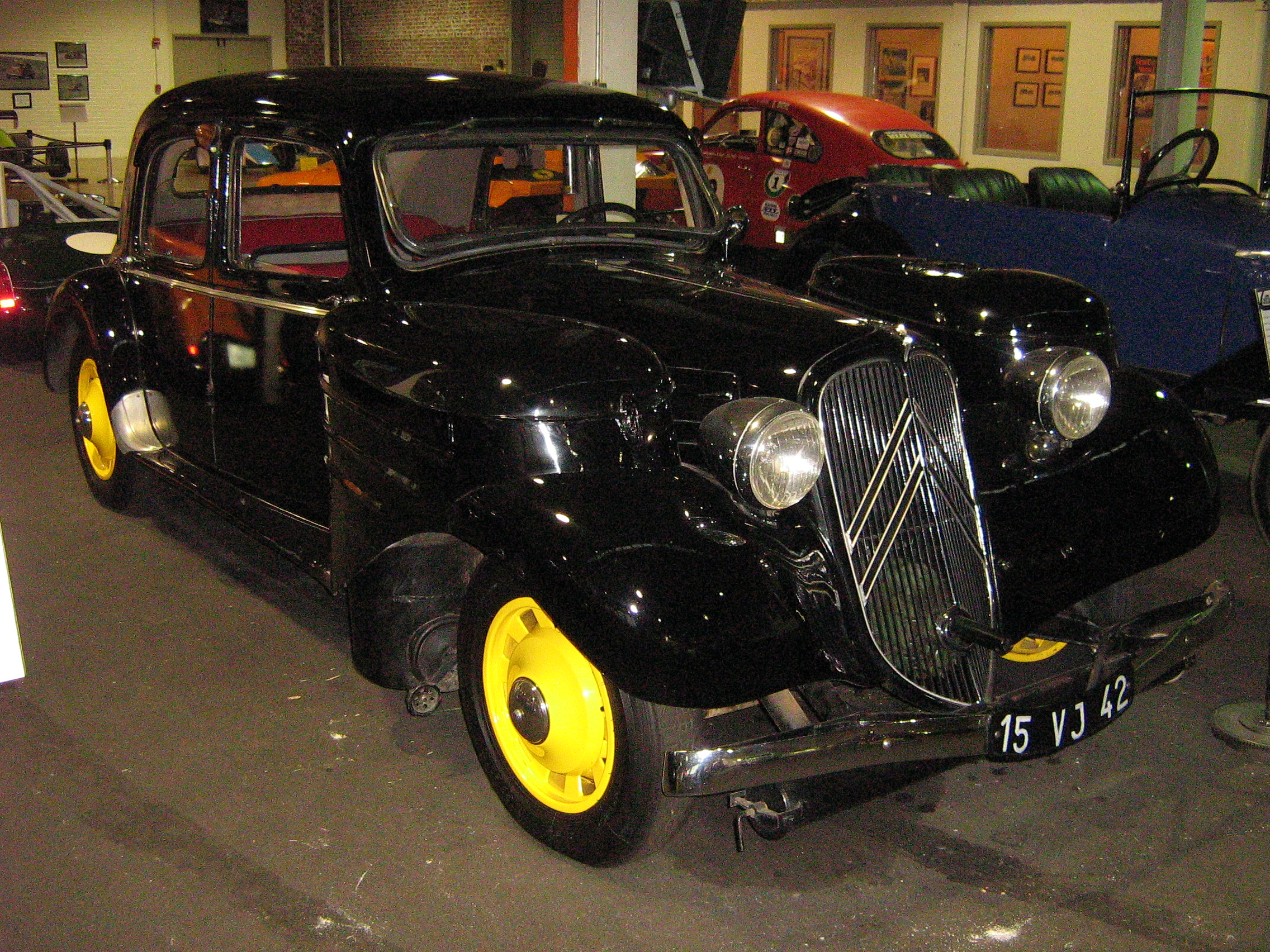
Citroën Traction Avant, 1938 року випуску, обладнаний генератором вугільного газу
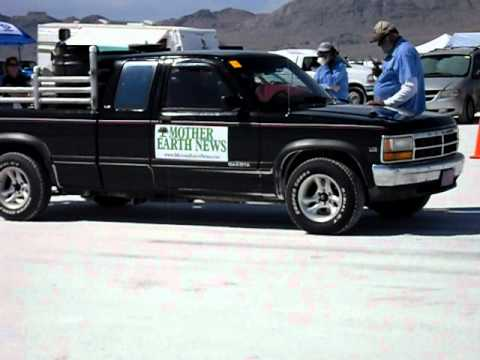
У вересні 2011 року автомобіль Dodge Dakota (1991 року випуску) Уейна Кейта, відомого як «Чарівник деревного газу», на Бонневільських соляних площах побив рекорд швидкості для транспортних засобів, що працюють на біомасі. Офіційно зафіксовано швидкість 71 миля на годину (114 км/год).

## Найбільш значні конструкції, розроблені до початку Другої світової війни

### У Франції
Газогенератор «Сомюа» на деревному вугіллі з горизонтальним типом процесу газифікації — газогенератор транспортного типу великої потужності (до 100 кВт).
Газогенератор «Імберт» зворотного процесу газифікації на відміну від подібних собі газогенераторів, не мав кожуха для підігріву повітря і колосникової решітки. У верхній частині бункера він мав зовнішній кожух, а у сорочку, утворену подвійними стінками, надходив конденсат через щілини внутрішнього кожуха. Через гідравлічний затвор цей конденсат періодично виливався назовні. Для рівномірного відбору газу навколо бункера було влаштовано кільцевий канал. У деяких конструкціях даної установки пристроїв для відбору конденсату і кільцевого газового каналу не було.
Газогенератор «Берліє» перекинутого процесу газифікації. Конструкція установки базувалася на патенті інженера Імберта. Повітря попередньо підігрівалось від гарячих стінок бункера і подавалося через вісім фурм діаметром 10 мм. Відбір газу проводився у верхній частині бункера, що сприяло охолодженню газу і одночасно підігріву палива. Мав особливу форму паливника з жаростійкої сталі. У нижній частині паливника розташовувалась колосникова решітка для очищення від води, вона ж була майданчиком, на яку насипалося деревне вугілля. Через два спеціальних люка в кожусі паливника і верхній люк бункера засипалось деревне вугілля до рівня фурм. Це вугілля утворювало відновлювальний шар, що сприяв кращій газифікації та відновленню СО2 в СО, а також розкладанню смол.
Газогенератор «Панар-Левассор» перекинутого процесу газифікації. Розпал газогенератора проводився за допомогою примусового нагнітання повітря вентилятором. Паливник футерувався шамотом і мав щілисту подачу повітря. Колосникова решітка була обертовою — для поліпшення очищення паливника від золи.
Прямоточний газогенератор G. G. B. для роботи на кам'яному вугіллі та антрациті. Обладнувався трубою спеціальної конструкції для відбору газу, що забезпечувало малу засміченість генераторного газу пиловими частками.
Прямоточний тракторний газогенератор «Сабатьє». Працював на деревному вугіллі, і мав дві зони горіння: одна була задіяна коли трактор працює з невеликим навантаженням, а інша — при повному навантаженні двигуна.
Газогенератор «Гоен-Пулен» горизонтального процесу з верхнім завантаженням робочого палива. Мав циліндричну форму. Паливник газогенератора не мав футеровки. Збоку було підведене повітряне сопло, яке охолоджувалося циркулюючою водою, що надходила з радіатора двигуна. Сопло було введено майже до вертикальної осі газогенератора, що сприяло збереженню теплоти в процесі і забезпеченню високих температур.
При відборі газу з газогенератора навпроти сопла розташовувалася решітка для грубого очищення газу. Ці газогенератори працювали на деревному вугіллі або буровугільних брикетах. В останньому випадку газогенератори забезпечувалися двома соплами, а після решітки встановлювалася ще й пилова камера (зольник). Як різновид газогенератора «Гоен-Пулен» існував газогенератор конструкції «Хемельрук» (Німеччина), який відрізнявся від першого тим, що замість водяного охолодження його сопло мало повітряне охолодження.
Прямоточний газогенератор «Малбі», що може працювати на бурому вугіллі.
Газогенератор «Барб'є», що працював по зворотному процесу газифікації, був забезпечений конічним футеровані паливником. У його нижній частині розташовувалася рухлива колосникова решітка. У верхній же частині був поміщений кільцевий повітророзподільний канал з радіальними фурмами. Вони з'єднувалися з вентилятором для розпалу генератора. Кожух генератора, а також кожух очисника мали водяну «сорочку».
Ці водяні «сорочки» були з'єднані з системою циркуляційного охолодження мотора і служили для охолодження газу, що виходить з генератора в очищувач по трубі. Крім того, вони запобігали перегріву генераторного кожуха. У нижній частині генераторного кожуха мався люк для видалення золи. Розподільна камера в нижній частині очисника служила приймачем для газу, що випускається потім з очищувача до мотора по трубі. Вода ж з системи охолодження мотора помпою нагніталася через патрубок в нижню частину сорочки очисника. Потім з верхньої частини цієї сорочки вода трубкою підводилася до бака, з'єднаного трубками з «сорочкою» генераторного кожуха. Трубка відгалуженням з'єднувалася з охолоджуючої водяний «сорочкою» мотора.
Тракторний газогенератор «Рено» перекинутого процесу. Робоче паливо — деревне вугілля. Мав центральне верхнє підведення повітря через сопло. Проходячи через лабіринт сопла повітря інтенсивно підігрівалося. Паливник виконаний у формі перекинутого зрізаного конуса. Знизу паливника розташовувалась рухома колосникова решітка.
Газогенератор «Панар» зверненого процесу газифікації для роботи на деревному вугіллі. У паливник мав вогнетривку футеровку. В зону горіння подавалось попередньо підігріте повітря, яке проходило вгору через кільцевий зазор між вогнетривкою футеровкою і зовнішнім кожухом. Газогенератор був обладнаний сферичною колосниковою решіткою, яка могла обертатися. Чистка газогенератора здійснювалася через люки для золи.
Газогенератор «Брандт». Це двозонний газогенератор циліндричної форми для роботи на деревині, хоча небхідна була невелика кількість деревного вугілля. Під сорочкою генератора знаходився бункер, діаметр якого становив 1/4 зовнішнього діаметра газогенератора. У бункер поміщалась деревина, а простір між бункером і сорочкою заповнювалося деревним вугіллям. Повітря подавалося з завантажувального бункера генератора через кільцевий зазор в бункері, а в першій зоні паливника малися вертикальні фурми. Повітря проходило вниз через деревину до колосникової решітки зони горіння. Ізоляція від тепловіддачі решітки забезпечувалось вогнетривким футеруванням та повітряним зазором. Бункер був опущений на 4/5 висоти між фурмами і ґратами, а під ним проходили гази, які потім піднімалися через деревне вугілля, яке при цьому вигоряло. Очищений газ відводився через верхній патрубок. Колосникові грати відрізнялася наявністю обертового центрального сектора, доступ до якого можливий через оглядовий люк на корпусі газогенератора.
Газогенератор «Роукс» горизонтального процесу газифікації. Мав зовнішній вигляд дров'яної печі. Спроектований для установки на легкові автомобілі. Працював на брикетованому деревному вугіллі. Верхня кришка генератора для подачі робочого палива в бункер мала два люки. Подача повітря в зону горіння реалізовувалась через вертикальні труби, що проходили через випарник і навколо газовідвідної труби. Далі повітря через вузький простір між випарником і паливником подавалося фурмами на колосникову решітку, де і відбувалося горіння. Корпус газогенератора мав оглядовий люк для спостереження за роботою газогенератора і його обслуговування.

### В Німеччині
В Німеччині газогенераторні транспортні установки випускались більш, ніж 100 фірмами, але найбільше значення для розвитку технології мали газогенератори таких марок: Visko, Deutz, Gumboldt-Deutz, Fojgt, Abogen, «Г. О. Д. Г.», Bussing і Menk-Gambrock.

### У Великій Британії
Англійські розробки: Hansa, Coster (дозволяв газифікувати різні сорти палива), Koella (в залежності від палива, комплектувалась газогенератором прямого, зворотного, перехресного процесу газифікації; початково розроблена в Індії, але згодом масово вироблялась в Англії. Дозволяла газифікувати антрацит і деревне вугілля, рослинні і деревні відходи. Згодом, існував тип реверсивного газогенератора з управляючим клапаном: змінюючи принцип газифікації із зворотного процесу на прямий і назад, що дозволяло збільшити кількість типів робочого палива), H.S.G. (горизонтальний процес), Benford, Dupuy, Dagma-Jones (реверсивний газогенератор; трубопроводи являли собою теплообмінник типу «труба в трубі»).

### Технології Данії
В 1940 році в Данії було близько 100 автомобілів обладнаних газогенераторними установками. В квітні 1940 року, після окупації країни Німеччиною, населення залишилось без нафтопродуктів. Протягом 6 місяців парк газогенераторних автомобілів розширився до 6 000 одиниць, що дозволило запобігти голоду завдяки відновленням автотранспортних поставок продуктів з ферм. В часи німецької окупації в країні були спроектовані газогенератори, які працюють на водоростях (країна не володіла великими обсягами паливної біомаси), брикетах тирси і різних видів торфу.

### Швеція
На кінець 1939 року в Швеції налічувалось близько 1500 газогенераторних вантажівок і 1 автобус. Станом на 1 травня 1943 року автотранспортні засоби в Швеції складалися з газогенераторних на 91 % від загальної кількості усіх транспортних засобів на шведських дорогах (73,7 тисяч автомобілів і 15 тисяч тракторів), що, приблизно, становило 33 % усіх газотранспортних засобів Європи.
Важливими шведськими розробками є автомобільні газогенератори: Shwedlung (прямоточні на деревному вугіллі), Grahas (установка прямокутної форми для роботи на деревному вугіллі), Macko (горизонтальний процес; деревне вугілля), «К. А. Віндегрен», Kalle (для роботи на деревному вугіллі; дуже економно витрачала паливо).

### Швейцарія
Газогенераторна транспортна установка Avto-Arm прямого процесу газифікації, яка працювала на коксі з пароповітряним дуттям; Dufour (для деревини); газогенератор Brand фірми Sagem.

### США
Станом на 1943 рік в США налічувалось 6 газогенераторних експериментальних автомобілів, але 1000 одиниць транспортних газогенераторів було збудовано в Мічигані для експорту в Китай. Відомими установками є Smitt, Gelford (прямого процесу газифікації).

## Переваги транспортного газогенератора
- Можливість використання дешевого палива.
- Дає можливість використовувати транспорт при повній відсутності рідкого палива.[34][76]

## Недоліки
- Транспортний газогенератор збільшує «мертву» вагу автомобіля, потребує частину корисної площі (під саму установку і для зберігання робочого палива).[34]
- Транспортні газогенератори не позбавляють турботи про паливо.
- Необхідна особлива заготовка дров'яного палива чи біомаси.
- Падіння потужності двигуна на 20-30 % (При переводі бензинових двигунів внутрішнього згоряння на генераторний газ відбувається падіння потужності на 40-45 %, а дизельних двигунів — приблизно на 20 %.[15] Існуючі газогенераторні автомобілі володіють нижчими динамічними характеристиками в порівнянні з автомобілями, які працюють на рідких нафтових видах палива[15]). Однією з причин є менша теплотворна здатність генераторного газу в суміші з повітрям: теплотворна здатність бензинової суміші, яка поступає в циліндри двигуна, становить близько 800 кал. на 1 м3 суміші, а газової суміші (при однакових умовах) — 500—550 калорій на 1 м3 суміші.[78] Другою причиною є менша швидкість згоряння газової суміші.[78]
- Можливі отруєння чадним газом.

Через використання деревних газифікаторів отруєння чадним газом стало професійним захворюванням водіїв автомобілів і працівників авторемонтних майстерень і автозаправних станцій у воєнні та роки дефіциту. Через складність використання, отруєння чадним газом і пожежі, це обладнання почали знімати з автомобілів, як тільки постачання бензину стало легшим після війни.

## Перелік деяких автомобілів, що працювали на дровах, деревному чи бурому вугіллі
Газогенераторні установки встановлювались на автомобілі: ГАЗ-АА (Форд-АА), ГАЗ-42 (ГАЗ-АА з деревною газогенераторною установкою «НАТІ Г-4»), ЗіС-5 (ЗІС-21), ЗіС-3, ЯЗ-3, Я-5, ЗІС-13, УралЗІС-352, спортивний автомобіль Альфа-Ромео з деревновугільним газогенератором Дукс-Барбьє, Фіат-Балліла (1 л), Фіат-509, Вандерер-W23 (1939 р.).
- Mercedes 170 VG — споживав 15 кг дров на 100 км при запасі дров 30 кг.
- PZInż 713, PZInż 723 — вантажівка польського виробництва (80 кг деревини/100 км).
- Ford V8-51

## Посилання

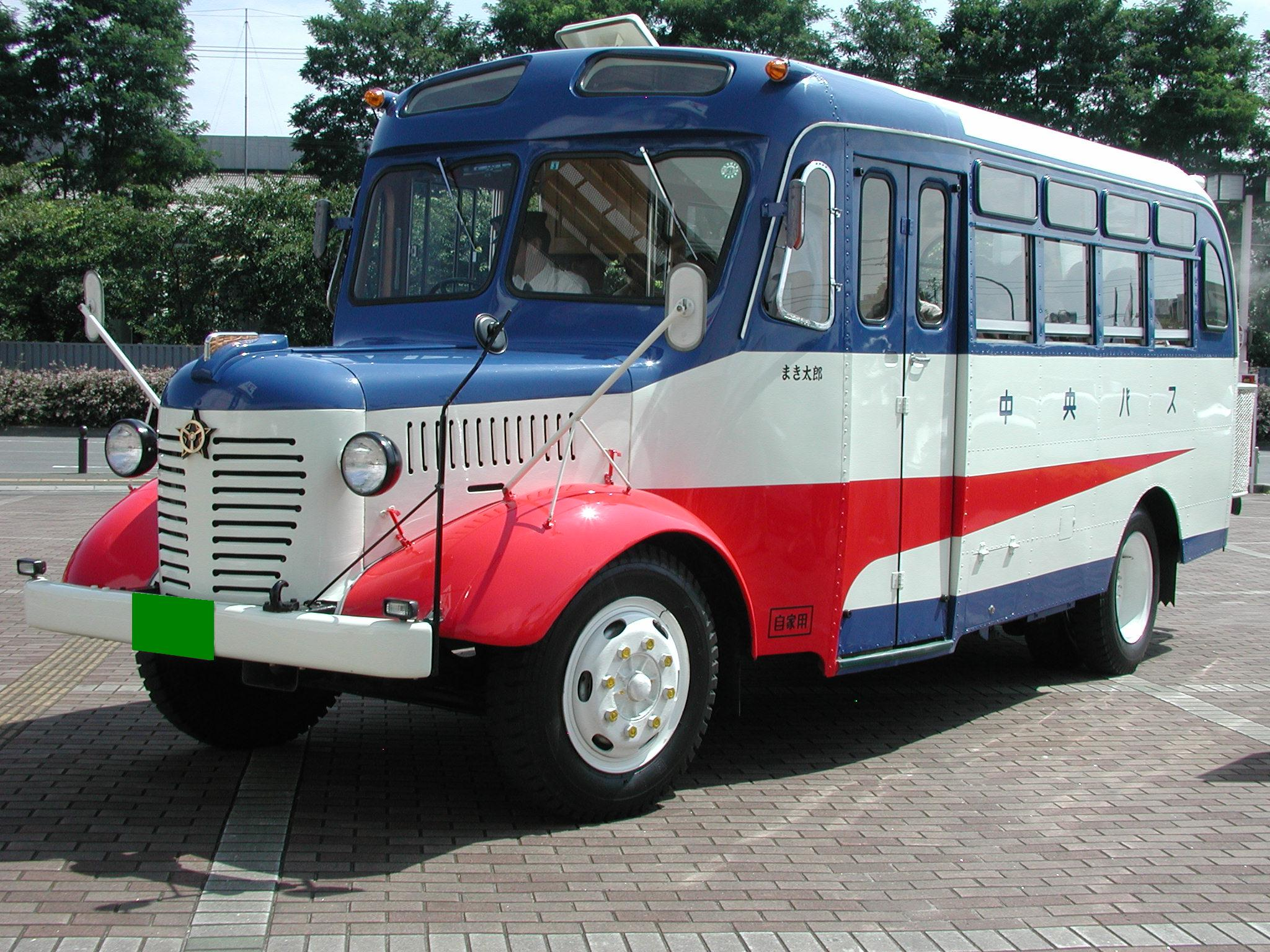
Японський автобус з живленням від газогенератора